# Malmö Redhawks 2015/2016
Malmö Redhawks 2015/2016 är Malmös 17:e säsong i SHL, tidigare Elitserien. Säsongen 2015/2016 i högsta divisionen blir Malmös första på åtta år. Malmös väg till SHL blev en lång och till slut även segdragen resa. Fjorårets säsongen började lite knackigt men efter 18–19 matcher spelade hade Malmö arbetat sig upp i serieledning, dock med en haltande tabell. Spelet fram till nyår var riktigt bra och man lyckades behålla serieledningen ganska länge. Efter nyår blev det dock en del förluster och efter en dramatisk avslutning på serien där Malmö slutade på tredjeplats med 95 poäng inspelade Malmö fick därmed spela i Slutspelsserien.

Direktkval till Svenska Hockeyligan 2015 mot Leksand blev en jämn historia, där man började med att lite oväntat vinna borta. Serien utjämnades och till slut stod det 3–3 i matcher med en direkt avgörande match i Tegera Arena. Här visade sig Malmö vara starkast och man säkrade SHL-avancemanget med 4–2 i tom bur, när det var tio sekunder kvar av matchen. Henrik Hetta gjorde det avgörande målet. Glädjen efter detta var stor både i laget och bland supportrarna,

## SHL

### Tabell
| Nr | Lag                | S  | V  | ÖV | ÖF | F  | GM  | IM  | MS  | P   |
| -- | ------------------ | -- | -- | -- | -- | -- | --- | --- | --- | --- |
| 1  | Skellefteå AIK     | 52 | 33 | 4  | 4  | 11 | 160 | 103 | +57 | 111 |
| 2  | Frölunda HC        | 52 | 30 | 7  | 0  | 15 | 169 | 112 | +57 | 104 |
| 3  | Linköping HC       | 52 | 23 | 9  | 7  | 13 | 163 | 121 | +42 | 94  |
| 4  | Luleå HF           | 52 | 26 | 5  | 4  | 17 | 140 | 123 | +17 | 92  |
| 5  | Färjestad BK       | 52 | 20 | 10 | 9  | 13 | 141 | 130 | +11 | 89  |
| 6  | Växjö Lakers (RM)  | 52 | 25 | 4  | 4  | 19 | 147 | 139 | +8  | 87  |
| 7  | Djurgårdens IF     | 52 | 23 | 5  | 7  | 17 | 144 | 135 | +9  | 86  |
| 8  | Örebro HK          | 52 | 19 | 6  | 8  | 19 | 135 | 146 | −11 | 77  |
| 9  | HV71               | 52 | 21 | 4  | 4  | 23 | 138 | 146 | −8  | 75  |
| 10 | Brynäs IF          | 52 | 21 | 4  | 3  | 24 | 133 | 138 | −5  | 74  |
| 11 | Rögle BK (U)       | 52 | 16 | 4  | 6  | 26 | 125 | 154 | −29 | 62  |
| 12 | Malmö Redhawks (U) | 52 | 15 | 5  | 6  | 26 | 116 | 153 | −37 | 61  |
| 13 | Modo               | 52 | 13 | 3  | 4  | 32 | 119 | 166 | −47 | 49  |
| 14 | Karlskrona HK (U)  | 52 | 5  | 4  | 8  | 35 | 120 | 184 | −64 | 31  |

### Matcher
Betydelser vid mål: PP1 = Spel med en spelare mer, PP2 = spel med två spelare mer, BP1 = spel med en spelare mindre, BP2 = spel med två spelare mindre.
| 1           | 17 september 2015 | Brynäs IF | 6 – 3                   | Malmö Redhawks                                                            | Gavlerinken Arena                                       |                                                         |
| 19:00 UTC+2 | 19:00 UTC+2       | (3–1, 2–2, 1–0) Rapport | (3–1, 2–2, 1–0) Rapport | (3–1, 2–2, 1–0) Rapport                                                   | Gävle Publik: 5 898 Domare: Aleksi Rantala Daniel Winge | Gävle Publik: 5 898 Domare: Aleksi Rantala Daniel Winge |
| 19:00 UTC+2 | 19:00 UTC+2       | Nicholas Johnson (10:20) (PP1) Daniel Mannberg (16:41) Jacob Blomqvist (17:11) Anton Rödin (21:53) Anssi Salmela (27:43) Mattias Nörstebö (41:03) (PP1) | Mål                     | (07:05) Mattias Persson (22:03) (PP1) Kent Mcdonell (30:59) Kent Mcdonell | Gävle Publik: 5 898 Domare: Aleksi Rantala Daniel Winge | Gävle Publik: 5 898 Domare: Aleksi Rantala Daniel Winge |
| 19:00 UTC+2 | 19:00 UTC+2       | |                         |                                                                           | Gävle Publik: 5 898 Domare: Aleksi Rantala Daniel Winge | Gävle Publik: 5 898 Domare: Aleksi Rantala Daniel Winge |
| 19:00 UTC+2 | 19:00 UTC+2       | |                         |                                                                           | Gävle Publik: 5 898 Domare: Aleksi Rantala Daniel Winge | Gävle Publik: 5 898 Domare: Aleksi Rantala Daniel Winge |
| 19:00 UTC+2 | 19:00 UTC+2       | |                         |                                                                           | Gävle Publik: 5 898 Domare: Aleksi Rantala Daniel Winge | Gävle Publik: 5 898 Domare: Aleksi Rantala Daniel Winge |
| 19:00 UTC+2 | 19:00 UTC+2       | |                         |                                                                           | Gävle Publik: 5 898 Domare: Aleksi Rantala Daniel Winge | Gävle Publik: 5 898 Domare: Aleksi Rantala Daniel Winge |

| 2           | 19 september 2015 | Malmö Redhawks                                                                                | 4 – 0                   | Örebro HK               | Malmö Arena                                                 |                                                             |
| 16:00 UTC+2 | 16:00 UTC+2       | (2–0, 2–0, 0–0) Rapport                                                                       | (2–0, 2–0, 0–0) Rapport | (2–0, 2–0, 0–0) Rapport | Malmö Publik: 8 816 Domare: Andreas Harnebring Marcus Linde | Malmö Publik: 8 816 Domare: Andreas Harnebring Marcus Linde |
| 16:00 UTC+2 | 16:00 UTC+2       | Joey Tenute (03:22) Andreas Thuresson (04:59) Frederik Storm (21:31) Magnus Häggström (26:28) | Mål                     |                         | Malmö Publik: 8 816 Domare: Andreas Harnebring Marcus Linde | Malmö Publik: 8 816 Domare: Andreas Harnebring Marcus Linde |
| 16:00 UTC+2 | 16:00 UTC+2       |                                                                                               |                         |                         | Malmö Publik: 8 816 Domare: Andreas Harnebring Marcus Linde | Malmö Publik: 8 816 Domare: Andreas Harnebring Marcus Linde |
| 16:00 UTC+2 | 16:00 UTC+2       |                                                                                               |                         |                         | Malmö Publik: 8 816 Domare: Andreas Harnebring Marcus Linde | Malmö Publik: 8 816 Domare: Andreas Harnebring Marcus Linde |
| 16:00 UTC+2 | 16:00 UTC+2       |                                                                                               |                         |                         | Malmö Publik: 8 816 Domare: Andreas Harnebring Marcus Linde | Malmö Publik: 8 816 Domare: Andreas Harnebring Marcus Linde |
| 16:00 UTC+2 | 16:00 UTC+2       |                                                                                               |                         |                         | Malmö Publik: 8 816 Domare: Andreas Harnebring Marcus Linde | Malmö Publik: 8 816 Domare: Andreas Harnebring Marcus Linde |

| 3           | 24 september 2015 | Malmö Redhawks                                                                               | 000 4 – 5 (PS)                    | Frölunda HC                                                                                          | Malmö Arena                                               |                                                           |
| 19:00 UTC+2 | 19:00 UTC+2       | (2–2, 1–1, 1–1, 0–0, 0–1) Rapport                                                            | (2–2, 1–1, 1–1, 0–0, 0–1) Rapport | (2–2, 1–1, 1–1, 0–0, 0–1) Rapport                                                                    | Malmö Publik: 7 378 Domare: Patrik Sjöberg Wolmer Edqvist | Malmö Publik: 7 378 Domare: Patrik Sjöberg Wolmer Edqvist |
| 19:00 UTC+2 | 19:00 UTC+2       | Peter Mueller (17:45) Andreas Thuresson (19:36) Björn Svensson (28:13) Peter Mueller (45:37) | Mål                               | (10:39) (PP1) Spencer Abbott (12:13) Artturi Lehkonen (27:26) Joel Lundqvist (47:26) Lukas Bengtsson | Malmö Publik: 7 378 Domare: Patrik Sjöberg Wolmer Edqvist | Malmö Publik: 7 378 Domare: Patrik Sjöberg Wolmer Edqvist |
| 19:00 UTC+2 | 19:00 UTC+2       |                                                                                              |                                   | | Malmö Publik: 7 378 Domare: Patrik Sjöberg Wolmer Edqvist | Malmö Publik: 7 378 Domare: Patrik Sjöberg Wolmer Edqvist |
| 19:00 UTC+2 | 19:00 UTC+2       |                                                                                              |                                   | | Malmö Publik: 7 378 Domare: Patrik Sjöberg Wolmer Edqvist | Malmö Publik: 7 378 Domare: Patrik Sjöberg Wolmer Edqvist |
| 19:00 UTC+2 | 19:00 UTC+2       |                                                                                              |                                   | | Malmö Publik: 7 378 Domare: Patrik Sjöberg Wolmer Edqvist | Malmö Publik: 7 378 Domare: Patrik Sjöberg Wolmer Edqvist |
| 19:00 UTC+2 | 19:00 UTC+2       | Andreas Thuresson · Nils Andersson · Peter Mueller · Joey Tenute                             | Straffar                          | Spencer Abbott · Ryan Lasch · Andreas Johnson · Robin Figren                                         | Malmö Publik: 7 378 Domare: Patrik Sjöberg Wolmer Edqvist | Malmö Publik: 7 378 Domare: Patrik Sjöberg Wolmer Edqvist |

| 4           | 26 september 2015 | Växjö Lakers                                                                                        | 4 – 3                   | Malmö Redhawks                                                                         | Vida Arena                                              |                                                         |
| 16:00 UTC+2 | 16:00 UTC+2       | (0–2, 3–0, 1–1) Rapport                                                                             | (0–2, 3–0, 1–1) Rapport | (0–2, 3–0, 1–1) Rapport                                                                | Växjö Publik: 4 665 Domare: Wolmer Edqvist Johan Gossas | Växjö Publik: 4 665 Domare: Wolmer Edqvist Johan Gossas |
| 16:00 UTC+2 | 16:00 UTC+2       | Robert Rosén (25:21) Robert Rosén (31:08) (PP1) Richard Gynge (37:09) Ilkka Heikkinen (51:27) (PP1) | Mål                     | (05:45) (PP1) Andreas Thuresson (11:07) (PP1) Kent Mcdonell (53:23) (PP1) Henrik Hetta | Växjö Publik: 4 665 Domare: Wolmer Edqvist Johan Gossas | Växjö Publik: 4 665 Domare: Wolmer Edqvist Johan Gossas |
| 16:00 UTC+2 | 16:00 UTC+2       | |                         |                                                                                        | Växjö Publik: 4 665 Domare: Wolmer Edqvist Johan Gossas | Växjö Publik: 4 665 Domare: Wolmer Edqvist Johan Gossas |
| 16:00 UTC+2 | 16:00 UTC+2       | |                         |                                                                                        | Växjö Publik: 4 665 Domare: Wolmer Edqvist Johan Gossas | Växjö Publik: 4 665 Domare: Wolmer Edqvist Johan Gossas |
| 16:00 UTC+2 | 16:00 UTC+2       | |                         |                                                                                        | Växjö Publik: 4 665 Domare: Wolmer Edqvist Johan Gossas | Växjö Publik: 4 665 Domare: Wolmer Edqvist Johan Gossas |
| 16:00 UTC+2 | 16:00 UTC+2       | |                         |                                                                                        | Växjö Publik: 4 665 Domare: Wolmer Edqvist Johan Gossas | Växjö Publik: 4 665 Domare: Wolmer Edqvist Johan Gossas |

| 5           | 1 oktober 2015 | Malmö Redhawks                            | 2 – 3                   | Färjestad BK                                                              | Malmö Arena                                               |                                                           |
| 19:00 UTC+2 | 19:00 UTC+2    | (1–1, 1–1, 0–1) Rapport                   | (1–1, 1–1, 0–1) Rapport | (1–1, 1–1, 0–1) Rapport                                                   | Malmö Publik: 7 125 Domare: Linus Öhlund Morgan Johansson | Malmö Publik: 7 125 Domare: Linus Öhlund Morgan Johansson |
| 19:00 UTC+2 | 19:00 UTC+2    | Peter Mueller (14:03) Derek Meech (35:12) | Mål                     | (09:59) (PP1) Linus Persson (33:13) (PP1) Robbie Earl (43:51) Milan Gulas | Malmö Publik: 7 125 Domare: Linus Öhlund Morgan Johansson | Malmö Publik: 7 125 Domare: Linus Öhlund Morgan Johansson |
| 19:00 UTC+2 | 19:00 UTC+2    |                                           |                         |                                                                           | Malmö Publik: 7 125 Domare: Linus Öhlund Morgan Johansson | Malmö Publik: 7 125 Domare: Linus Öhlund Morgan Johansson |
| 19:00 UTC+2 | 19:00 UTC+2    |                                           |                         |                                                                           | Malmö Publik: 7 125 Domare: Linus Öhlund Morgan Johansson | Malmö Publik: 7 125 Domare: Linus Öhlund Morgan Johansson |
| 19:00 UTC+2 | 19:00 UTC+2    |                                           |                         |                                                                           | Malmö Publik: 7 125 Domare: Linus Öhlund Morgan Johansson | Malmö Publik: 7 125 Domare: Linus Öhlund Morgan Johansson |
| 19:00 UTC+2 | 19:00 UTC+2    |                                           |                         |                                                                           | Malmö Publik: 7 125 Domare: Linus Öhlund Morgan Johansson | Malmö Publik: 7 125 Domare: Linus Öhlund Morgan Johansson |

| 6           | 3 oktober 2015 | Djurgårdens IF                                                       | 3 – 0                   | Malmö Redhawks          | Hovet                                                        |                                                              |
| 16:00 UTC+2 | 16:00 UTC+2    | (1–0, 1–0, 1–0) Rapport                                              | (1–0, 1–0, 1–0) Rapport | (1–0, 1–0, 1–0) Rapport | Stockholm Publik: 6 581 Domare: Mikael Nord Mikael Andersson | Stockholm Publik: 6 581 Domare: Mikael Nord Mikael Andersson |
| 16:00 UTC+2 | 16:00 UTC+2    | Robin Alvarez (04:50) Matt Andersson (32:37) Marcus Högström (57:48) | Mål                     |                         | Stockholm Publik: 6 581 Domare: Mikael Nord Mikael Andersson | Stockholm Publik: 6 581 Domare: Mikael Nord Mikael Andersson |
| 16:00 UTC+2 | 16:00 UTC+2    |                                                                      |                         |                         | Stockholm Publik: 6 581 Domare: Mikael Nord Mikael Andersson | Stockholm Publik: 6 581 Domare: Mikael Nord Mikael Andersson |
| 16:00 UTC+2 | 16:00 UTC+2    |                                                                      |                         |                         | Stockholm Publik: 6 581 Domare: Mikael Nord Mikael Andersson | Stockholm Publik: 6 581 Domare: Mikael Nord Mikael Andersson |
| 16:00 UTC+2 | 16:00 UTC+2    |                                                                      |                         |                         | Stockholm Publik: 6 581 Domare: Mikael Nord Mikael Andersson | Stockholm Publik: 6 581 Domare: Mikael Nord Mikael Andersson |
| 16:00 UTC+2 | 16:00 UTC+2    |                                                                      |                         |                         | Stockholm Publik: 6 581 Domare: Mikael Nord Mikael Andersson | Stockholm Publik: 6 581 Domare: Mikael Nord Mikael Andersson |

| 7           | 8 oktober 2015 | Malmö Redhawks            | 1 – 7                   | Linköpings HC | Malmö Arena                                         |                                                     |
| 19:00 UTC+2 | 19:00 UTC+2    | (1–2, 0–3, 0–2) Rapport   | (1–2, 0–3, 0–2) Rapport | (1–2, 0–3, 0–2) Rapport | Malmö Publik: 6 332 Domare: Jozef Kubus Mikael Holm | Malmö Publik: 6 332 Domare: Jozef Kubus Mikael Holm |
| 19:00 UTC+2 | 19:00 UTC+2    | Jens Olsson (18:50) (PP1) | Mål                     | (06:29) Carl Dahlström (17:08) Anton Karlsson (31:05) Garrett Roe (33:43) Jakob Lilja (37:24) Jakob Lilja (53:49) (PP1) Sebastian Karlsson (54:57) Broc Little | Malmö Publik: 6 332 Domare: Jozef Kubus Mikael Holm | Malmö Publik: 6 332 Domare: Jozef Kubus Mikael Holm |
| 19:00 UTC+2 | 19:00 UTC+2    |                           |                         | | Malmö Publik: 6 332 Domare: Jozef Kubus Mikael Holm | Malmö Publik: 6 332 Domare: Jozef Kubus Mikael Holm |
| 19:00 UTC+2 | 19:00 UTC+2    |                           |                         | | Malmö Publik: 6 332 Domare: Jozef Kubus Mikael Holm | Malmö Publik: 6 332 Domare: Jozef Kubus Mikael Holm |
| 19:00 UTC+2 | 19:00 UTC+2    |                           |                         | | Malmö Publik: 6 332 Domare: Jozef Kubus Mikael Holm | Malmö Publik: 6 332 Domare: Jozef Kubus Mikael Holm |
| 19:00 UTC+2 | 19:00 UTC+2    |                           |                         | | Malmö Publik: 6 332 Domare: Jozef Kubus Mikael Holm | Malmö Publik: 6 332 Domare: Jozef Kubus Mikael Holm |

| 8           | 10 oktober 2015 | Karlskrona HK                                                                                 | 4 – 7                   | Malmö Redhawks | Arena Karlskrona                                            |                                                             |
| 16:00 UTC+2 | 16:00 UTC+2     | (0–1, 3–4, 1–2) Rapport                                                                       | (0–1, 3–4, 1–2) Rapport | (0–1, 3–4, 1–2) Rapport | Karlskrona Publik: 3 244 Domare: Pehr Claesson Marcus Linde | Karlskrona Publik: 3 244 Domare: Pehr Claesson Marcus Linde |
| 16:00 UTC+2 | 16:00 UTC+2     | Kristoffer Söder (25:52) Filip Cruseman (28:10) Joachim Rohdin (32:13) Filip Cruseman (59:34) | Mål                     | (15:45) Jens Olsson (23:32) Frederik Storm (30:21) Björn Svensson (30:55) Kent Mcdonell (34:13) (PP1) Björn Svensson (45:07) Erik Andersson (54:24) Björn Svensson | Karlskrona Publik: 3 244 Domare: Pehr Claesson Marcus Linde | Karlskrona Publik: 3 244 Domare: Pehr Claesson Marcus Linde |
| 16:00 UTC+2 | 16:00 UTC+2     |                                                                                               |                         | | Karlskrona Publik: 3 244 Domare: Pehr Claesson Marcus Linde | Karlskrona Publik: 3 244 Domare: Pehr Claesson Marcus Linde |
| 16:00 UTC+2 | 16:00 UTC+2     |                                                                                               |                         | | Karlskrona Publik: 3 244 Domare: Pehr Claesson Marcus Linde | Karlskrona Publik: 3 244 Domare: Pehr Claesson Marcus Linde |
| 16:00 UTC+2 | 16:00 UTC+2     |                                                                                               |                         | | Karlskrona Publik: 3 244 Domare: Pehr Claesson Marcus Linde | Karlskrona Publik: 3 244 Domare: Pehr Claesson Marcus Linde |
| 16:00 UTC+2 | 16:00 UTC+2     |                                                                                               |                         | | Karlskrona Publik: 3 244 Domare: Pehr Claesson Marcus Linde | Karlskrona Publik: 3 244 Domare: Pehr Claesson Marcus Linde |

| 9           | 13 oktober 2015 | Malmö Redhawks                                      | 000 2 – 3 (PS)                    | Luleå HF                                             | Malmö Arena                                             |                                                         |
| 19:00 UTC+2 | 19:00 UTC+2     | (0–1, 0–1, 2–0, 0–0, 0–1) Rapport                   | (0–1, 0–1, 2–0, 0–0, 0–1) Rapport | (0–1, 0–1, 2–0, 0–0, 0–1) Rapport                    | Malmö Publik: 6 357 Domare: Aleksi Rantala Tobias Björk | Malmö Publik: 6 357 Domare: Aleksi Rantala Tobias Björk |
| 19:00 UTC+2 | 19:00 UTC+2     | Christoffer Forsberg (45:07) Frederik Storm (54:47) | Mål                               | (18:56) (PP1) Jacob Lagace (27:29) Brendan Mikkelson | Malmö Publik: 6 357 Domare: Aleksi Rantala Tobias Björk | Malmö Publik: 6 357 Domare: Aleksi Rantala Tobias Björk |
| 19:00 UTC+2 | 19:00 UTC+2     |                                                     |                                   |                                                      | Malmö Publik: 6 357 Domare: Aleksi Rantala Tobias Björk | Malmö Publik: 6 357 Domare: Aleksi Rantala Tobias Björk |
| 19:00 UTC+2 | 19:00 UTC+2     |                                                     |                                   |                                                      | Malmö Publik: 6 357 Domare: Aleksi Rantala Tobias Björk | Malmö Publik: 6 357 Domare: Aleksi Rantala Tobias Björk |
| 19:00 UTC+2 | 19:00 UTC+2     |                                                     |                                   |                                                      | Malmö Publik: 6 357 Domare: Aleksi Rantala Tobias Björk | Malmö Publik: 6 357 Domare: Aleksi Rantala Tobias Björk |
| 19:00 UTC+2 | 19:00 UTC+2     | Frederik Storm · Andreas Thuresson · Peter Mueller  | Straffar                          | Toni Rajala · Jacob Micflikier · Johan Harju         | Malmö Publik: 6 357 Domare: Aleksi Rantala Tobias Björk | Malmö Publik: 6 357 Domare: Aleksi Rantala Tobias Björk |

| 10          | 17 oktober 2015 | Malmö Redhawks          | 1 – 0                   | Modo                    | Malmö Arena                                              |                                                          |
| 18:30 UTC+2 | 18:30 UTC+2     | (0–0, 1–0, 0–0) Rapport | (0–0, 1–0, 0–0) Rapport | (0–0, 1–0, 0–0) Rapport | Malmö Publik: 7 197 Domare: Sören Persson Wolmer Edqvist | Malmö Publik: 7 197 Domare: Sören Persson Wolmer Edqvist |
| 18:30 UTC+2 | 18:30 UTC+2     | Frederik Storm (35:01)  | Mål                     |                         | Malmö Publik: 7 197 Domare: Sören Persson Wolmer Edqvist | Malmö Publik: 7 197 Domare: Sören Persson Wolmer Edqvist |
| 18:30 UTC+2 | 18:30 UTC+2     |                         |                         |                         | Malmö Publik: 7 197 Domare: Sören Persson Wolmer Edqvist | Malmö Publik: 7 197 Domare: Sören Persson Wolmer Edqvist |
| 18:30 UTC+2 | 18:30 UTC+2     |                         |                         |                         | Malmö Publik: 7 197 Domare: Sören Persson Wolmer Edqvist | Malmö Publik: 7 197 Domare: Sören Persson Wolmer Edqvist |
| 18:30 UTC+2 | 18:30 UTC+2     |                         |                         |                         | Malmö Publik: 7 197 Domare: Sören Persson Wolmer Edqvist | Malmö Publik: 7 197 Domare: Sören Persson Wolmer Edqvist |
| 18:30 UTC+2 | 18:30 UTC+2     |                         |                         |                         | Malmö Publik: 7 197 Domare: Sören Persson Wolmer Edqvist | Malmö Publik: 7 197 Domare: Sören Persson Wolmer Edqvist |

| 11          | 20 oktober 2015 | Rögle BK                                                                              | 3 – 2                   | Malmö Redhawks                                | Lindab Arena                                              |                                                           |
| 19:00 UTC+2 | 19:00 UTC+2     | (0–1, 2–1, 1–0) Rapport                                                               | (0–1, 2–1, 1–0) Rapport | (0–1, 2–1, 1–0) Rapport                       | Ängelholm Publik: 5 051 Domare: Tobias Björk Linus Öhlund | Ängelholm Publik: 5 051 Domare: Tobias Björk Linus Öhlund |
| 19:00 UTC+2 | 19:00 UTC+2     | Filip Karlsson (30:00) (PP1) David Åslin (33:25) (PP1) Ludvig Rensfeldt (40:25) (PP1) | Mål                     | (02:07) Nils Andersson (22:48) Björn Svensson | Ängelholm Publik: 5 051 Domare: Tobias Björk Linus Öhlund | Ängelholm Publik: 5 051 Domare: Tobias Björk Linus Öhlund |
| 19:00 UTC+2 | 19:00 UTC+2     |                                                                                       |                         |                                               | Ängelholm Publik: 5 051 Domare: Tobias Björk Linus Öhlund | Ängelholm Publik: 5 051 Domare: Tobias Björk Linus Öhlund |
| 19:00 UTC+2 | 19:00 UTC+2     |                                                                                       |                         |                                               | Ängelholm Publik: 5 051 Domare: Tobias Björk Linus Öhlund | Ängelholm Publik: 5 051 Domare: Tobias Björk Linus Öhlund |
| 19:00 UTC+2 | 19:00 UTC+2     |                                                                                       |                         |                                               | Ängelholm Publik: 5 051 Domare: Tobias Björk Linus Öhlund | Ängelholm Publik: 5 051 Domare: Tobias Björk Linus Öhlund |
| 19:00 UTC+2 | 19:00 UTC+2     |                                                                                       |                         |                                               | Ängelholm Publik: 5 051 Domare: Tobias Björk Linus Öhlund | Ängelholm Publik: 5 051 Domare: Tobias Björk Linus Öhlund |

| 12          | 23 oktober 2015 | HV71 | 6 – 2                   | Malmö Redhawks                                   | Kinnarps Arena                                                |                                                               |
| 19:00 UTC+2 | 19:00 UTC+2     | (2–1, 2–0, 2–1) Rapport | (2–1, 2–0, 2–1) Rapport | (2–1, 2–0, 2–1) Rapport                          | Jönköping Publik: 6 502 Domare: Patrik Sjöberg Aleksi Rantala | Jönköping Publik: 6 502 Domare: Patrik Sjöberg Aleksi Rantala |
| 19:00 UTC+2 | 19:00 UTC+2     | Martin Thörnberg (12:28) (PP1) Chris Abbott (18:18) Erik Andersson (23:34) Teemu Laine (36:11) Marin Thörnberg (50:55) (PP1) Mattias Tedenby (51:10) (PP1) | Mål                     | (04:37) (PP1) Frederik Storm (41:52) Jens Jakobs | Jönköping Publik: 6 502 Domare: Patrik Sjöberg Aleksi Rantala | Jönköping Publik: 6 502 Domare: Patrik Sjöberg Aleksi Rantala |
| 19:00 UTC+2 | 19:00 UTC+2     | |                         |                                                  | Jönköping Publik: 6 502 Domare: Patrik Sjöberg Aleksi Rantala | Jönköping Publik: 6 502 Domare: Patrik Sjöberg Aleksi Rantala |
| 19:00 UTC+2 | 19:00 UTC+2     | |                         |                                                  | Jönköping Publik: 6 502 Domare: Patrik Sjöberg Aleksi Rantala | Jönköping Publik: 6 502 Domare: Patrik Sjöberg Aleksi Rantala |
| 19:00 UTC+2 | 19:00 UTC+2     | |                         |                                                  | Jönköping Publik: 6 502 Domare: Patrik Sjöberg Aleksi Rantala | Jönköping Publik: 6 502 Domare: Patrik Sjöberg Aleksi Rantala |
| 19:00 UTC+2 | 19:00 UTC+2     | |                         |                                                  | Jönköping Publik: 6 502 Domare: Patrik Sjöberg Aleksi Rantala | Jönköping Publik: 6 502 Domare: Patrik Sjöberg Aleksi Rantala |

| 13          | 24 oktober 2015 | Malmö Redhawks               | 1 – 4                   | HV71 | Malmö Arena                                              |                                                          |
| 18:30 UTC+2 | 18:30 UTC+2     | (1–0, 0–1, 0–3) Rapport      | (1–0, 0–1, 0–3) Rapport | (1–0, 0–1, 0–3) Rapport                                                                                  | Malmö Publik: 8 814 Domare: Mikael Sjöqvist Johan Gossas | Malmö Publik: 8 814 Domare: Mikael Sjöqvist Johan Gossas |
| 18:30 UTC+2 | 18:30 UTC+2     | Christoffer Forsberg (05:10) | Mål                     | (31:00) (BP1) Anton Bengtsson (40:33) (PP1) Teemu Laine (54:11) (PP2) Chris Campoli (58:27) Chris Abbott | Malmö Publik: 8 814 Domare: Mikael Sjöqvist Johan Gossas | Malmö Publik: 8 814 Domare: Mikael Sjöqvist Johan Gossas |
| 18:30 UTC+2 | 18:30 UTC+2     |                              |                         | | Malmö Publik: 8 814 Domare: Mikael Sjöqvist Johan Gossas | Malmö Publik: 8 814 Domare: Mikael Sjöqvist Johan Gossas |
| 18:30 UTC+2 | 18:30 UTC+2     |                              |                         | | Malmö Publik: 8 814 Domare: Mikael Sjöqvist Johan Gossas | Malmö Publik: 8 814 Domare: Mikael Sjöqvist Johan Gossas |
| 18:30 UTC+2 | 18:30 UTC+2     |                              |                         | | Malmö Publik: 8 814 Domare: Mikael Sjöqvist Johan Gossas | Malmö Publik: 8 814 Domare: Mikael Sjöqvist Johan Gossas |
| 18:30 UTC+2 | 18:30 UTC+2     |                              |                         | | Malmö Publik: 8 814 Domare: Mikael Sjöqvist Johan Gossas | Malmö Publik: 8 814 Domare: Mikael Sjöqvist Johan Gossas |

| 14          | 28 oktober 2015 | Örebro HK               | 1 – 3                   | Malmö Redhawks                                                    | Behrn Arena                                                   |                                                               |
| 19:00 UTC+1 | 19:00 UTC+1     | (0–0, 1–1, 0–2) Rapport | (0–0, 1–1, 0–2) Rapport | (0–0, 1–1, 0–2) Rapport                                           | Örebro Publik: 5 449 Domare: Mikael Holm Christoffer Karlsson | Örebro Publik: 5 449 Domare: Mikael Holm Christoffer Karlsson |
| 19:00 UTC+1 | 19:00 UTC+1     | Anders Eriksson (36:04) | Mål                     | (35:37) Derek Meech (43:42) Mattias Persson (57:10) T.J. Galiardi | Örebro Publik: 5 449 Domare: Mikael Holm Christoffer Karlsson | Örebro Publik: 5 449 Domare: Mikael Holm Christoffer Karlsson |
| 19:00 UTC+1 | 19:00 UTC+1     |                         |                         |                                                                   | Örebro Publik: 5 449 Domare: Mikael Holm Christoffer Karlsson | Örebro Publik: 5 449 Domare: Mikael Holm Christoffer Karlsson |
| 19:00 UTC+1 | 19:00 UTC+1     |                         |                         |                                                                   | Örebro Publik: 5 449 Domare: Mikael Holm Christoffer Karlsson | Örebro Publik: 5 449 Domare: Mikael Holm Christoffer Karlsson |
| 19:00 UTC+1 | 19:00 UTC+1     |                         |                         |                                                                   | Örebro Publik: 5 449 Domare: Mikael Holm Christoffer Karlsson | Örebro Publik: 5 449 Domare: Mikael Holm Christoffer Karlsson |
| 19:00 UTC+1 | 19:00 UTC+1     |                         |                         |                                                                   | Örebro Publik: 5 449 Domare: Mikael Holm Christoffer Karlsson | Örebro Publik: 5 449 Domare: Mikael Holm Christoffer Karlsson |

| 15          | 30 oktober 2015 | Malmö Redhawks                                                 | 3 – 4                   | Skellefteå AIK                                                                                       | Malmö Arena                                           |                                                       |
| 19:00 UTC+1 | 19:00 UTC+1     | (1–0, 1–0, 1–4) Rapport                                        | (1–0, 1–0, 1–4) Rapport | (1–0, 1–0, 1–4) Rapport                                                                              | Malmö Publik: 7 362 Domare: Pehr Claesson Mikael Nord | Malmö Publik: 7 362 Domare: Pehr Claesson Mikael Nord |
| 19:00 UTC+1 | 19:00 UTC+1     | Peter Mueller (12:47) Henrik Hetta (37:59) Jens Olsson (41:23) | Mål                     | (43:22) (PP1) Jimmie Ericsson (52:49) Patrik Zackrisson (54:53) Niclas Burström (56:35) Andrew Calof | Malmö Publik: 7 362 Domare: Pehr Claesson Mikael Nord | Malmö Publik: 7 362 Domare: Pehr Claesson Mikael Nord |
| 19:00 UTC+1 | 19:00 UTC+1     |                                                                |                         | | Malmö Publik: 7 362 Domare: Pehr Claesson Mikael Nord | Malmö Publik: 7 362 Domare: Pehr Claesson Mikael Nord |
| 19:00 UTC+1 | 19:00 UTC+1     |                                                                |                         | | Malmö Publik: 7 362 Domare: Pehr Claesson Mikael Nord | Malmö Publik: 7 362 Domare: Pehr Claesson Mikael Nord |
| 19:00 UTC+1 | 19:00 UTC+1     |                                                                |                         | | Malmö Publik: 7 362 Domare: Pehr Claesson Mikael Nord | Malmö Publik: 7 362 Domare: Pehr Claesson Mikael Nord |
| 19:00 UTC+1 | 19:00 UTC+1     |                                                                |                         | | Malmö Publik: 7 362 Domare: Pehr Claesson Mikael Nord | Malmö Publik: 7 362 Domare: Pehr Claesson Mikael Nord |

| 16          | 31 oktober 2015 | Skellefteå AIK                              | 2 – 0                   | Malmö Redhawks          | Skellefteå Kraft Arena                                       |                                                              |
| 18:30 UTC+1 | 18:30 UTC+1     | (1–0, 0–0, 1–0) Rapport                     | (1–0, 0–0, 1–0) Rapport | (1–0, 0–0, 1–0) Rapport | Skellefteå Publik: 5 257 Domare: Mikael Nord Mikael Sjöqvist | Skellefteå Publik: 5 257 Domare: Mikael Nord Mikael Sjöqvist |
| 18:30 UTC+1 | 18:30 UTC+1     | Janne Pesonen (15:01) Janne Pesonen (59:43) | Mål                     |                         | Skellefteå Publik: 5 257 Domare: Mikael Nord Mikael Sjöqvist | Skellefteå Publik: 5 257 Domare: Mikael Nord Mikael Sjöqvist |
| 18:30 UTC+1 | 18:30 UTC+1     |                                             |                         |                         | Skellefteå Publik: 5 257 Domare: Mikael Nord Mikael Sjöqvist | Skellefteå Publik: 5 257 Domare: Mikael Nord Mikael Sjöqvist |
| 18:30 UTC+1 | 18:30 UTC+1     |                                             |                         |                         | Skellefteå Publik: 5 257 Domare: Mikael Nord Mikael Sjöqvist | Skellefteå Publik: 5 257 Domare: Mikael Nord Mikael Sjöqvist |
| 18:30 UTC+1 | 18:30 UTC+1     |                                             |                         |                         | Skellefteå Publik: 5 257 Domare: Mikael Nord Mikael Sjöqvist | Skellefteå Publik: 5 257 Domare: Mikael Nord Mikael Sjöqvist |
| 18:30 UTC+1 | 18:30 UTC+1     |                                             |                         |                         | Skellefteå Publik: 5 257 Domare: Mikael Nord Mikael Sjöqvist | Skellefteå Publik: 5 257 Domare: Mikael Nord Mikael Sjöqvist |

| 17          | 12 november 2015 | Malmö Redhawks | 5 – 1                   | Luleå HF                | Malmö Arena                                            |                                                        |
| 19:00 UTC+1 | 19:00 UTC+1      | (1–0, 3–1, 1–0) Rapport                                                                                           | (1–0, 3–1, 1–0) Rapport | (1–0, 3–1, 1–0) Rapport | Malmö Publik: 6 754 Domare: Mikael Nord Aleksi Rantala | Malmö Publik: 6 754 Domare: Mikael Nord Aleksi Rantala |
| 19:00 UTC+1 | 19:00 UTC+1      | Joey Tenute (15:49) Kent Mcdonell (20:11) T.J. Galiardi (25:03) Kent Mcdonell (33:45) (PP2) Kent Mcdonell (58:53) | Mål                     | (37:58) Johan Forsberg  | Malmö Publik: 6 754 Domare: Mikael Nord Aleksi Rantala | Malmö Publik: 6 754 Domare: Mikael Nord Aleksi Rantala |
| 19:00 UTC+1 | 19:00 UTC+1      | |                         |                         | Malmö Publik: 6 754 Domare: Mikael Nord Aleksi Rantala | Malmö Publik: 6 754 Domare: Mikael Nord Aleksi Rantala |
| 19:00 UTC+1 | 19:00 UTC+1      | |                         |                         | Malmö Publik: 6 754 Domare: Mikael Nord Aleksi Rantala | Malmö Publik: 6 754 Domare: Mikael Nord Aleksi Rantala |
| 19:00 UTC+1 | 19:00 UTC+1      | |                         |                         | Malmö Publik: 6 754 Domare: Mikael Nord Aleksi Rantala | Malmö Publik: 6 754 Domare: Mikael Nord Aleksi Rantala |
| 19:00 UTC+1 | 19:00 UTC+1      | |                         |                         | Malmö Publik: 6 754 Domare: Mikael Nord Aleksi Rantala | Malmö Publik: 6 754 Domare: Mikael Nord Aleksi Rantala |

| 18          | 14 november 2015 | Malmö Redhawks          | 0 – 3                   | Brynäs IF                                                               | Malmö Arena                                                       |                                                                   |
| 16:00 UTC+1 | 16:00 UTC+1      | (0–2, 0–0, 0–1) Rapport | (0–2, 0–0, 0–1) Rapport | (0–2, 0–0, 0–1) Rapport                                                 | Malmö Publik: 8 478 Domare: Mikael Andersson Christoffer Karlsson | Malmö Publik: 8 478 Domare: Mikael Andersson Christoffer Karlsson |
| 16:00 UTC+1 | 16:00 UTC+1      |                         | Mål                     | (05:39) Greg Scott (11:50) Mathias Porseland (58:04) Pathrik Westerholm | Malmö Publik: 8 478 Domare: Mikael Andersson Christoffer Karlsson | Malmö Publik: 8 478 Domare: Mikael Andersson Christoffer Karlsson |
| 16:00 UTC+1 | 16:00 UTC+1      |                         |                         |                                                                         | Malmö Publik: 8 478 Domare: Mikael Andersson Christoffer Karlsson | Malmö Publik: 8 478 Domare: Mikael Andersson Christoffer Karlsson |
| 16:00 UTC+1 | 16:00 UTC+1      |                         |                         |                                                                         | Malmö Publik: 8 478 Domare: Mikael Andersson Christoffer Karlsson | Malmö Publik: 8 478 Domare: Mikael Andersson Christoffer Karlsson |
| 16:00 UTC+1 | 16:00 UTC+1      |                         |                         |                                                                         | Malmö Publik: 8 478 Domare: Mikael Andersson Christoffer Karlsson | Malmö Publik: 8 478 Domare: Mikael Andersson Christoffer Karlsson |
| 16:00 UTC+1 | 16:00 UTC+1      |                         |                         |                                                                         | Malmö Publik: 8 478 Domare: Mikael Andersson Christoffer Karlsson | Malmö Publik: 8 478 Domare: Mikael Andersson Christoffer Karlsson |

| 19          | 19 november 2015 | Linköpings HC                                             | 000 2 – 3 (PS)                    | Malmö Redhawks                                                 | Saab Arena                                                     |                                                                |
| 19:00 UTC+1 | 19:00 UTC+1      | (0–0, 2–0, 0–2, 0–0, 0–1) Rapport                         | (0–0, 2–0, 0–2, 0–0, 0–1) Rapport | (0–0, 2–0, 0–2, 0–0, 0–1) Rapport                              | Linköping Publik: 5 737 Domare: Mikael Sjöqvist Aleksi Rantala | Linköping Publik: 5 737 Domare: Mikael Sjöqvist Aleksi Rantala |
| 19:00 UTC+1 | 19:00 UTC+1      | Anton Blomberg (27:03) Henrik Törnqvist (27:46)           | Mål                               | (44:36) Björn Svensson (54:43) Nils Andersson                  | Linköping Publik: 5 737 Domare: Mikael Sjöqvist Aleksi Rantala | Linköping Publik: 5 737 Domare: Mikael Sjöqvist Aleksi Rantala |
| 19:00 UTC+1 | 19:00 UTC+1      |                                                           |                                   |                                                                | Linköping Publik: 5 737 Domare: Mikael Sjöqvist Aleksi Rantala | Linköping Publik: 5 737 Domare: Mikael Sjöqvist Aleksi Rantala |
| 19:00 UTC+1 | 19:00 UTC+1      |                                                           |                                   |                                                                | Linköping Publik: 5 737 Domare: Mikael Sjöqvist Aleksi Rantala | Linköping Publik: 5 737 Domare: Mikael Sjöqvist Aleksi Rantala |
| 19:00 UTC+1 | 19:00 UTC+1      |                                                           |                                   |                                                                | Linköping Publik: 5 737 Domare: Mikael Sjöqvist Aleksi Rantala | Linköping Publik: 5 737 Domare: Mikael Sjöqvist Aleksi Rantala |
| 19:00 UTC+1 | 19:00 UTC+1      | Broc Little · Andrew Gordon · Garrett Roe · Nick Sörensen | Straffar                          | Mattias Persson · Björn Svensson · Kent Mcdonell · Jens Olsson | Linköping Publik: 5 737 Domare: Mikael Sjöqvist Aleksi Rantala | Linköping Publik: 5 737 Domare: Mikael Sjöqvist Aleksi Rantala |

| 20          | 22 november 2015 | Malmö Redhawks                             | 2 – 7                   | Växjö Lakers | Malmö Arena                                            |                                                        |
| 19:00 UTC+1 | 19:00 UTC+1      | (0–2, 2–3, 0–2) Rapport                    | (0–2, 2–3, 0–2) Rapport | (0–2, 2–3, 0–2) Rapport | Malmö Publik: 7 010 Domare: Sören Persson Daniel Winge | Malmö Publik: 7 010 Domare: Sören Persson Daniel Winge |
| 19:00 UTC+1 | 19:00 UTC+1      | Frederik Storm (28:13) Derek Meech (32:40) | Mål                     | (08:22) Alexander Johansson (08:36) Tuomas Kiiskinen (27:03) Richard Gynge (30:59) Richard Gynge (35:40) Gustav Rydahl (44:13) Patrik Lundh (59:36) Joakim Hilding | Malmö Publik: 7 010 Domare: Sören Persson Daniel Winge | Malmö Publik: 7 010 Domare: Sören Persson Daniel Winge |
| 19:00 UTC+1 | 19:00 UTC+1      |                                            |                         | | Malmö Publik: 7 010 Domare: Sören Persson Daniel Winge | Malmö Publik: 7 010 Domare: Sören Persson Daniel Winge |
| 19:00 UTC+1 | 19:00 UTC+1      |                                            |                         | | Malmö Publik: 7 010 Domare: Sören Persson Daniel Winge | Malmö Publik: 7 010 Domare: Sören Persson Daniel Winge |
| 19:00 UTC+1 | 19:00 UTC+1      |                                            |                         | | Malmö Publik: 7 010 Domare: Sören Persson Daniel Winge | Malmö Publik: 7 010 Domare: Sören Persson Daniel Winge |
| 19:00 UTC+1 | 19:00 UTC+1      |                                            |                         | | Malmö Publik: 7 010 Domare: Sören Persson Daniel Winge | Malmö Publik: 7 010 Domare: Sören Persson Daniel Winge |

| 21          | 24 november 2015 | Karlskrona HK           | 0 – 3                   | Malmö Redhawks                                                          | Arena Karlskrona                                            |                                                             |
| 19:00 UTC+1 | 19:00 UTC+1      | (0–2, 0–0, 0–1) Rapport | (0–2, 0–0, 0–1) Rapport | (0–2, 0–0, 0–1) Rapport                                                 | Karlskrona Publik: 2 774 Domare: Tobias Björk Pehr Claesson | Karlskrona Publik: 2 774 Domare: Tobias Björk Pehr Claesson |
| 19:00 UTC+1 | 19:00 UTC+1      |                         | Mål                     | (02:42) (PP1) Mattias Persson (05:59) Peter Mueller (59:30) Jens Olsson | Karlskrona Publik: 2 774 Domare: Tobias Björk Pehr Claesson | Karlskrona Publik: 2 774 Domare: Tobias Björk Pehr Claesson |
| 19:00 UTC+1 | 19:00 UTC+1      |                         |                         |                                                                         | Karlskrona Publik: 2 774 Domare: Tobias Björk Pehr Claesson | Karlskrona Publik: 2 774 Domare: Tobias Björk Pehr Claesson |
| 19:00 UTC+1 | 19:00 UTC+1      |                         |                         |                                                                         | Karlskrona Publik: 2 774 Domare: Tobias Björk Pehr Claesson | Karlskrona Publik: 2 774 Domare: Tobias Björk Pehr Claesson |
| 19:00 UTC+1 | 19:00 UTC+1      |                         |                         |                                                                         | Karlskrona Publik: 2 774 Domare: Tobias Björk Pehr Claesson | Karlskrona Publik: 2 774 Domare: Tobias Björk Pehr Claesson |
| 19:00 UTC+1 | 19:00 UTC+1      |                         |                         |                                                                         | Karlskrona Publik: 2 774 Domare: Tobias Björk Pehr Claesson | Karlskrona Publik: 2 774 Domare: Tobias Björk Pehr Claesson |

| 22          | 26 november 2015 | Malmö Redhawks                                                     | 3 – 1                   | Rögle BK                 | Malmö Arena                                                 |                                                             |
| 19:00 UTC+1 | 19:00 UTC+1      | (1–0, 1–1, 1–0) Rapport                                            | (1–0, 1–1, 1–0) Rapport | (1–0, 1–1, 1–0) Rapport  | Malmö Publik: 12 600 Domare: Pehr Claesson Morgan Johansson | Malmö Publik: 12 600 Domare: Pehr Claesson Morgan Johansson |
| 19:00 UTC+1 | 19:00 UTC+1      | Mattias Persson (10:31) Jens Olsson (32:43) Björn Svensson (54:05) | Mål                     | (28:00) Ludvig Rensfeldt | Malmö Publik: 12 600 Domare: Pehr Claesson Morgan Johansson | Malmö Publik: 12 600 Domare: Pehr Claesson Morgan Johansson |
| 19:00 UTC+1 | 19:00 UTC+1      |                                                                    |                         |                          | Malmö Publik: 12 600 Domare: Pehr Claesson Morgan Johansson | Malmö Publik: 12 600 Domare: Pehr Claesson Morgan Johansson |
| 19:00 UTC+1 | 19:00 UTC+1      |                                                                    |                         |                          | Malmö Publik: 12 600 Domare: Pehr Claesson Morgan Johansson | Malmö Publik: 12 600 Domare: Pehr Claesson Morgan Johansson |
| 19:00 UTC+1 | 19:00 UTC+1      |                                                                    |                         |                          | Malmö Publik: 12 600 Domare: Pehr Claesson Morgan Johansson | Malmö Publik: 12 600 Domare: Pehr Claesson Morgan Johansson |
| 19:00 UTC+1 | 19:00 UTC+1      |                                                                    |                         |                          | Malmö Publik: 12 600 Domare: Pehr Claesson Morgan Johansson | Malmö Publik: 12 600 Domare: Pehr Claesson Morgan Johansson |

| 23          | 29 november 2015 | Malmö Redhawks                | 1 – 4                  | Djurgårdens IF                                                                                  | Malmö Arena                                                    |                                                                |
| 19:00 UTC+1 | 19:00 UTC+1      | (0–2, 0–0 1–2) Rapport        | (0–2, 0–0 1–2) Rapport | (0–2, 0–0 1–2) Rapport                                                                          | Malmö Publik: 6 341 Domare: Pehr Claesson Christoffer Karlsson | Malmö Publik: 6 341 Domare: Pehr Claesson Christoffer Karlsson |
| 19:00 UTC+1 | 19:00 UTC+1      | Mattias Persson (50:43) (PP1) | Mål                    | (05:06) Adam Ollas Mattsson (16:52) Ptrick Thoresen (57:24) Robin Alvarez (59:31) Markus Ljungh | Malmö Publik: 6 341 Domare: Pehr Claesson Christoffer Karlsson | Malmö Publik: 6 341 Domare: Pehr Claesson Christoffer Karlsson |
| 19:00 UTC+1 | 19:00 UTC+1      |                               |                        |                                                                                                 | Malmö Publik: 6 341 Domare: Pehr Claesson Christoffer Karlsson | Malmö Publik: 6 341 Domare: Pehr Claesson Christoffer Karlsson |
| 19:00 UTC+1 | 19:00 UTC+1      |                               |                        |                                                                                                 | Malmö Publik: 6 341 Domare: Pehr Claesson Christoffer Karlsson | Malmö Publik: 6 341 Domare: Pehr Claesson Christoffer Karlsson |
| 19:00 UTC+1 | 19:00 UTC+1      |                               |                        |                                                                                                 | Malmö Publik: 6 341 Domare: Pehr Claesson Christoffer Karlsson | Malmö Publik: 6 341 Domare: Pehr Claesson Christoffer Karlsson |
| 19:00 UTC+1 | 19:00 UTC+1      |                               |                        |                                                                                                 | Malmö Publik: 6 341 Domare: Pehr Claesson Christoffer Karlsson | Malmö Publik: 6 341 Domare: Pehr Claesson Christoffer Karlsson |

| 24          | 3 december 2015 | Färjestad BK                                                                                 | 4 – 2                   | Malmö Redhawks                                      | Löfbergs Arena                                                    |                                                                   |
| 19:00 UTC+1 | 19:00 UTC+1     | (1–1, 1–1, 2–0) Rapport                                                                      | (1–1, 1–1, 2–0) Rapport | (1–1, 1–1, 2–0) Rapport                             | Karlstad Publik: 4 345 Domare: Pehr Claesson Christoffer Karlsson | Karlstad Publik: 4 345 Domare: Pehr Claesson Christoffer Karlsson |
| 19:00 UTC+1 | 19:00 UTC+1     | John Persson (14:48) Sebastian Erixon (29:45) (PP1) Johan Ryno (54:06) Linus Persson (59:07) | Mål                     | (13:29) (PP1) Björn Svensson (28:33) Björn Svensson | Karlstad Publik: 4 345 Domare: Pehr Claesson Christoffer Karlsson | Karlstad Publik: 4 345 Domare: Pehr Claesson Christoffer Karlsson |
| 19:00 UTC+1 | 19:00 UTC+1     |                                                                                              |                         |                                                     | Karlstad Publik: 4 345 Domare: Pehr Claesson Christoffer Karlsson | Karlstad Publik: 4 345 Domare: Pehr Claesson Christoffer Karlsson |
| 19:00 UTC+1 | 19:00 UTC+1     |                                                                                              |                         |                                                     | Karlstad Publik: 4 345 Domare: Pehr Claesson Christoffer Karlsson | Karlstad Publik: 4 345 Domare: Pehr Claesson Christoffer Karlsson |
| 19:00 UTC+1 | 19:00 UTC+1     |                                                                                              |                         |                                                     | Karlstad Publik: 4 345 Domare: Pehr Claesson Christoffer Karlsson | Karlstad Publik: 4 345 Domare: Pehr Claesson Christoffer Karlsson |
| 19:00 UTC+1 | 19:00 UTC+1     |                                                                                              |                         |                                                     | Karlstad Publik: 4 345 Domare: Pehr Claesson Christoffer Karlsson | Karlstad Publik: 4 345 Domare: Pehr Claesson Christoffer Karlsson |

| 26          | 10 december 2015 | Malmö Redhawks                                                             | 3 – 2                   | Modo                                      | Malmö Arena                                             |                                                         |
| 19:00 UTC+1 | 19:00 UTC+1      | (1–1, 2–0, 0–1) Rapport                                                    | (1–1, 2–0, 0–1) Rapport | (1–1, 2–0, 0–1) Rapport                   | Malmö Publik: 6 814 Domare: Patrik Sjöberg Johan Gossas | Malmö Publik: 6 814 Domare: Patrik Sjöberg Johan Gossas |
| 19:00 UTC+1 | 19:00 UTC+1      | Andreas Thuresson (07:56) Frederik Storm (24:13) Andreas Thuresson (35:00) | Mål                     | (10:20) Emil Djuse (43:19) William Thomas | Malmö Publik: 6 814 Domare: Patrik Sjöberg Johan Gossas | Malmö Publik: 6 814 Domare: Patrik Sjöberg Johan Gossas |
| 19:00 UTC+1 | 19:00 UTC+1      |                                                                            |                         |                                           | Malmö Publik: 6 814 Domare: Patrik Sjöberg Johan Gossas | Malmö Publik: 6 814 Domare: Patrik Sjöberg Johan Gossas |
| 19:00 UTC+1 | 19:00 UTC+1      |                                                                            |                         |                                           | Malmö Publik: 6 814 Domare: Patrik Sjöberg Johan Gossas | Malmö Publik: 6 814 Domare: Patrik Sjöberg Johan Gossas |
| 19:00 UTC+1 | 19:00 UTC+1      |                                                                            |                         |                                           | Malmö Publik: 6 814 Domare: Patrik Sjöberg Johan Gossas | Malmö Publik: 6 814 Domare: Patrik Sjöberg Johan Gossas |
| 19:00 UTC+1 | 19:00 UTC+1      |                                                                            |                         |                                           | Malmö Publik: 6 814 Domare: Patrik Sjöberg Johan Gossas | Malmö Publik: 6 814 Domare: Patrik Sjöberg Johan Gossas |

| 27          | 12 december 2015 | Modo                                      | 2 – 5                   | Malmö Redhawks | Fjällräven Center                                               |                                                                 |
| 18:30 UTC+1 | 18:30 UTC+1      | (1–1, 0–1, 1–3) Rapport                   | (1–1, 0–1, 1–3) Rapport | (1–1, 0–1, 1–3) Rapport | Örnsköldsvik Publik: 4 908 Domare: Mikael Sjöqvist Johan Gossas | Örnsköldsvik Publik: 4 908 Domare: Mikael Sjöqvist Johan Gossas |
| 18:30 UTC+1 | 18:30 UTC+1      | Emil Djuse (05:49) William Thomas (44:41) | Mål                     | (13:44) Magnus Häggström (27:57) Frederik Storm (47:35) (PP1) Peter Mueller (55:51) (str.) Peter Mueller (59:51) Nils Andersson | Örnsköldsvik Publik: 4 908 Domare: Mikael Sjöqvist Johan Gossas | Örnsköldsvik Publik: 4 908 Domare: Mikael Sjöqvist Johan Gossas |
| 18:30 UTC+1 | 18:30 UTC+1      |                                           |                         | | Örnsköldsvik Publik: 4 908 Domare: Mikael Sjöqvist Johan Gossas | Örnsköldsvik Publik: 4 908 Domare: Mikael Sjöqvist Johan Gossas |
| 18:30 UTC+1 | 18:30 UTC+1      |                                           |                         | | Örnsköldsvik Publik: 4 908 Domare: Mikael Sjöqvist Johan Gossas | Örnsköldsvik Publik: 4 908 Domare: Mikael Sjöqvist Johan Gossas |
| 18:30 UTC+1 | 18:30 UTC+1      |                                           |                         | | Örnsköldsvik Publik: 4 908 Domare: Mikael Sjöqvist Johan Gossas | Örnsköldsvik Publik: 4 908 Domare: Mikael Sjöqvist Johan Gossas |
| 18:30 UTC+1 | 18:30 UTC+1      |                                           |                         | | Örnsköldsvik Publik: 4 908 Domare: Mikael Sjöqvist Johan Gossas | Örnsköldsvik Publik: 4 908 Domare: Mikael Sjöqvist Johan Gossas |

| 25          | 22 december 2015 | Malmö Redhawks          | 0 – 3                   | Frölunda HC                                                                   | Malmö Arena                                          |                                                      |
| 19:00 UTC+1 | 19:00 UTC+1      | (0–1, 0–2, 0–0) Rapport | (0–1, 0–2, 0–0) Rapport | (0–1, 0–2, 0–0) Rapport                                                       | Malmö Publik: 8 524 Domare: Mikael Holm Marcus Linde | Malmö Publik: 8 524 Domare: Mikael Holm Marcus Linde |
| 19:00 UTC+1 | 19:00 UTC+1      |                         | Mål                     | (01:45) Artturi Lehkonen (28:55) Joel Lundqvist (34:10) (PP1) Lukas Bengtsson | Malmö Publik: 8 524 Domare: Mikael Holm Marcus Linde | Malmö Publik: 8 524 Domare: Mikael Holm Marcus Linde |
| 19:00 UTC+1 | 19:00 UTC+1      |                         |                         |                                                                               | Malmö Publik: 8 524 Domare: Mikael Holm Marcus Linde | Malmö Publik: 8 524 Domare: Mikael Holm Marcus Linde |
| 19:00 UTC+1 | 19:00 UTC+1      |                         |                         |                                                                               | Malmö Publik: 8 524 Domare: Mikael Holm Marcus Linde | Malmö Publik: 8 524 Domare: Mikael Holm Marcus Linde |
| 19:00 UTC+1 | 19:00 UTC+1      |                         |                         |                                                                               | Malmö Publik: 8 524 Domare: Mikael Holm Marcus Linde | Malmö Publik: 8 524 Domare: Mikael Holm Marcus Linde |
| 19:00 UTC+1 | 19:00 UTC+1      |                         |                         |                                                                               | Malmö Publik: 8 524 Domare: Mikael Holm Marcus Linde | Malmö Publik: 8 524 Domare: Mikael Holm Marcus Linde |

| 28          | 26 december 2015 | HV71                                         | 2 – 1                   | Malmö Redhawks          | Kinnarps Arena                                           |                                                          |
| 19:00 UTC+1 | 19:00 UTC+1      | (1–0, 1–0, 0–1) Rapport                      | (1–0, 1–0, 0–1) Rapport | (1–0, 1–0, 0–1) Rapport | Jönköping Publik: 6 782 Domare: Mikael Holm Daniel Winge | Jönköping Publik: 6 782 Domare: Mikael Holm Daniel Winge |
| 19:00 UTC+1 | 19:00 UTC+1      | Erik Christensen (00:56) Oscar Sundh (39:04) | Mål                     | (45:33) T.J. Galiardi   | Jönköping Publik: 6 782 Domare: Mikael Holm Daniel Winge | Jönköping Publik: 6 782 Domare: Mikael Holm Daniel Winge |
| 19:00 UTC+1 | 19:00 UTC+1      |                                              |                         |                         | Jönköping Publik: 6 782 Domare: Mikael Holm Daniel Winge | Jönköping Publik: 6 782 Domare: Mikael Holm Daniel Winge |
| 19:00 UTC+1 | 19:00 UTC+1      |                                              |                         |                         | Jönköping Publik: 6 782 Domare: Mikael Holm Daniel Winge | Jönköping Publik: 6 782 Domare: Mikael Holm Daniel Winge |
| 19:00 UTC+1 | 19:00 UTC+1      |                                              |                         |                         | Jönköping Publik: 6 782 Domare: Mikael Holm Daniel Winge | Jönköping Publik: 6 782 Domare: Mikael Holm Daniel Winge |
| 19:00 UTC+1 | 19:00 UTC+1      |                                              |                         |                         | Jönköping Publik: 6 782 Domare: Mikael Holm Daniel Winge | Jönköping Publik: 6 782 Domare: Mikael Holm Daniel Winge |

| 29          | 28 december 2015 | Malmö Redhawks                                     | 000 2 – 1 (PS)                    | Karlskrona HK                                  | Malmö Arena                                           |                                                       |
| 19:00 UTC+1 | 19:00 UTC+1      | (0–0, 1–0, 0–1, 0–0, 1–0) Rapport                  | (0–0, 1–0, 0–1, 0–0, 1–0) Rapport | (0–0, 1–0, 0–1, 0–0, 1–0) Rapport              | Malmö Publik: 8 855 Domare: Tobias Björk Daniel Winge | Malmö Publik: 8 855 Domare: Tobias Björk Daniel Winge |
| 19:00 UTC+1 | 19:00 UTC+1      | Andreas Thuresson (27:39)                          | Mål                               | (56:23) (PP1) John Henrion                     | Malmö Publik: 8 855 Domare: Tobias Björk Daniel Winge | Malmö Publik: 8 855 Domare: Tobias Björk Daniel Winge |
| 19:00 UTC+1 | 19:00 UTC+1      |                                                    |                                   |                                                | Malmö Publik: 8 855 Domare: Tobias Björk Daniel Winge | Malmö Publik: 8 855 Domare: Tobias Björk Daniel Winge |
| 19:00 UTC+1 | 19:00 UTC+1      |                                                    |                                   |                                                | Malmö Publik: 8 855 Domare: Tobias Björk Daniel Winge | Malmö Publik: 8 855 Domare: Tobias Björk Daniel Winge |
| 19:00 UTC+1 | 19:00 UTC+1      |                                                    |                                   |                                                | Malmö Publik: 8 855 Domare: Tobias Björk Daniel Winge | Malmö Publik: 8 855 Domare: Tobias Björk Daniel Winge |
| 19:00 UTC+1 | 19:00 UTC+1      | Andreas Thuresson · Björn Svensson · Peter Mueller | Straffar                          | John Henrion · Jesper Olofsson · Mattias Guter | Malmö Publik: 8 855 Domare: Tobias Björk Daniel Winge | Malmö Publik: 8 855 Domare: Tobias Björk Daniel Winge |

| 30          | 30 december 2015 | Frölunda HC                                   | 000 3 – 2 (PS)                    | Malmö Redhawks                                      | Scandinavium                                                   |                                                                |
| 19:00 UTC+1 | 19:00 UTC+1      | (1–0, 1–2, 0–0, 0–0, 1–0) Rapport             | (1–0, 1–2, 0–0, 0–0, 1–0) Rapport | (1–0, 1–2, 0–0, 0–0, 1–0) Rapport                   | Göteborg Publik: 12 044 Domare: Mikael Sjöqvist Wolmer Edqvist | Göteborg Publik: 12 044 Domare: Mikael Sjöqvist Wolmer Edqvist |
| 19:00 UTC+1 | 19:00 UTC+1      | Nicklas Lasu (11:11) Artturi Lehkonen (32:35) | Mål                               | (31:56) (PP1) Andreas Thuresson (39:47) Jens Olsson | Göteborg Publik: 12 044 Domare: Mikael Sjöqvist Wolmer Edqvist | Göteborg Publik: 12 044 Domare: Mikael Sjöqvist Wolmer Edqvist |
| 19:00 UTC+1 | 19:00 UTC+1      |                                               |                                   |                                                     | Göteborg Publik: 12 044 Domare: Mikael Sjöqvist Wolmer Edqvist | Göteborg Publik: 12 044 Domare: Mikael Sjöqvist Wolmer Edqvist |
| 19:00 UTC+1 | 19:00 UTC+1      |                                               |                                   |                                                     | Göteborg Publik: 12 044 Domare: Mikael Sjöqvist Wolmer Edqvist | Göteborg Publik: 12 044 Domare: Mikael Sjöqvist Wolmer Edqvist |
| 19:00 UTC+1 | 19:00 UTC+1      |                                               |                                   |                                                     | Göteborg Publik: 12 044 Domare: Mikael Sjöqvist Wolmer Edqvist | Göteborg Publik: 12 044 Domare: Mikael Sjöqvist Wolmer Edqvist |
| 19:00 UTC+1 | 19:00 UTC+1      | Ryan Lasch · Robin Figren                     | Straffar                          | Frederik Storm · Eric Himelfarb · Andreas Thuresson | Göteborg Publik: 12 044 Domare: Mikael Sjöqvist Wolmer Edqvist | Göteborg Publik: 12 044 Domare: Mikael Sjöqvist Wolmer Edqvist |

| 31          | 7 januari 2016 | Örebro HK                    | 000 1 – 2 (SD)               | Malmö Redhawks                               | Behrn Arena                                           |                                                       |
| 19:00 UTC+1 | 19:00 UTC+1    | (1–0, 0–0, 0–1, 0–1) Rapport | (1–0, 0–0, 0–1, 0–1) Rapport | (1–0, 0–0, 0–1, 0–1) Rapport                 | Örebro Publik: 5 382 Domare: Mikael Holm Johan Gossas | Örebro Publik: 5 382 Domare: Mikael Holm Johan Gossas |
| 19:00 UTC+1 | 19:00 UTC+1    | Marko Anttila (08:12)        | Mål                          | (44:37) Kent McDonell (61:06) Eric Himelfarb | Örebro Publik: 5 382 Domare: Mikael Holm Johan Gossas | Örebro Publik: 5 382 Domare: Mikael Holm Johan Gossas |
| 19:00 UTC+1 | 19:00 UTC+1    |                              |                              |                                              | Örebro Publik: 5 382 Domare: Mikael Holm Johan Gossas | Örebro Publik: 5 382 Domare: Mikael Holm Johan Gossas |
| 19:00 UTC+1 | 19:00 UTC+1    |                              |                              |                                              | Örebro Publik: 5 382 Domare: Mikael Holm Johan Gossas | Örebro Publik: 5 382 Domare: Mikael Holm Johan Gossas |
| 19:00 UTC+1 | 19:00 UTC+1    |                              |                              |                                              | Örebro Publik: 5 382 Domare: Mikael Holm Johan Gossas | Örebro Publik: 5 382 Domare: Mikael Holm Johan Gossas |
| 19:00 UTC+1 | 19:00 UTC+1    |                              |                              |                                              | Örebro Publik: 5 382 Domare: Mikael Holm Johan Gossas | Örebro Publik: 5 382 Domare: Mikael Holm Johan Gossas |

| 32          | 9 januari 2016 | Brynäs IF                                                                 | 3 – 2                   | Malmö Redhawks                                         | Gavlerinken Arena                                           |                                                             |
| 18:30 UTC+1 | 18:30 UTC+1    | (0–1, 3–0, 0–1) Rapport                                                   | (0–1, 3–0, 0–1) Rapport | (0–1, 3–0, 0–1) Rapport                                | Gävle Publik: 5 257 Domare: Andreas Harnebring Marcus Linde | Gävle Publik: 5 257 Domare: Andreas Harnebring Marcus Linde |
| 18:30 UTC+1 | 18:30 UTC+1    | Greg Scott (27:34) Daniel Mannberg (28:07) Nicholas Johnson (32:56) (PP1) | Mål                     | (08:20) Frederik Storm (48:00) (PP1) Fredrik Händemark | Gävle Publik: 5 257 Domare: Andreas Harnebring Marcus Linde | Gävle Publik: 5 257 Domare: Andreas Harnebring Marcus Linde |
| 18:30 UTC+1 | 18:30 UTC+1    |                                                                           |                         |                                                        | Gävle Publik: 5 257 Domare: Andreas Harnebring Marcus Linde | Gävle Publik: 5 257 Domare: Andreas Harnebring Marcus Linde |
| 18:30 UTC+1 | 18:30 UTC+1    |                                                                           |                         |                                                        | Gävle Publik: 5 257 Domare: Andreas Harnebring Marcus Linde | Gävle Publik: 5 257 Domare: Andreas Harnebring Marcus Linde |
| 18:30 UTC+1 | 18:30 UTC+1    |                                                                           |                         |                                                        | Gävle Publik: 5 257 Domare: Andreas Harnebring Marcus Linde | Gävle Publik: 5 257 Domare: Andreas Harnebring Marcus Linde |
| 18:30 UTC+1 | 18:30 UTC+1    |                                                                           |                         |                                                        | Gävle Publik: 5 257 Domare: Andreas Harnebring Marcus Linde | Gävle Publik: 5 257 Domare: Andreas Harnebring Marcus Linde |

| 33          | 14 januari 2016 | Växjö Lakers            | 1 – 5                   | Malmö Redhawks | Vida Arena                                            |                                                       |
| 19:00 UTC+1 | 19:00 UTC+1     | (1–2, 0–1, 0–2) Rapport | (1–2, 0–1, 0–2) Rapport | (1–2, 0–1, 0–2) Rapport | Växjö Publik: 4 445 Domare: Tobias Björk Linus Öhlund | Växjö Publik: 4 445 Domare: Tobias Björk Linus Öhlund |
| 19:00 UTC+1 | 19:00 UTC+1     | Ilkka Heikkinen (15:04) | Mål                     | (07:38) Björn Svensson (13:09) (PP1) Björn Svensson (36:45) Christoffer Forsberg (48:16) Peter Mueller (56:04) (BP1) Andreas Thuresson | Växjö Publik: 4 445 Domare: Tobias Björk Linus Öhlund | Växjö Publik: 4 445 Domare: Tobias Björk Linus Öhlund |
| 19:00 UTC+1 | 19:00 UTC+1     |                         |                         | | Växjö Publik: 4 445 Domare: Tobias Björk Linus Öhlund | Växjö Publik: 4 445 Domare: Tobias Björk Linus Öhlund |
| 19:00 UTC+1 | 19:00 UTC+1     |                         |                         | | Växjö Publik: 4 445 Domare: Tobias Björk Linus Öhlund | Växjö Publik: 4 445 Domare: Tobias Björk Linus Öhlund |
| 19:00 UTC+1 | 19:00 UTC+1     |                         |                         | | Växjö Publik: 4 445 Domare: Tobias Björk Linus Öhlund | Växjö Publik: 4 445 Domare: Tobias Björk Linus Öhlund |
| 19:00 UTC+1 | 19:00 UTC+1     |                         |                         | | Växjö Publik: 4 445 Domare: Tobias Björk Linus Öhlund | Växjö Publik: 4 445 Domare: Tobias Björk Linus Öhlund |

| 34          | 16 januari 2016 | Luleå HF                                                           | 3 – 1                   | Malmö Redhawks          | Coop Norrbotten Arena                                   |                                                         |
| 16:00 UTC+1 | 16:00 UTC+1     | (1–0, 0–0, 2–1) Rapport                                            | (1–0, 0–0, 2–1) Rapport | (1–0, 0–0, 2–1) Rapport | Luleå Publik: 4 874 Domare: Tobias Björk Patrik Sjöberg | Luleå Publik: 4 874 Domare: Tobias Björk Patrik Sjöberg |
| 16:00 UTC+1 | 16:00 UTC+1     | Lucas Wallmark (04:10) Lucas Wallmark (41:08) Anton Hedman (58:40) | Mål                     | (49:40) Nils Andersson  | Luleå Publik: 4 874 Domare: Tobias Björk Patrik Sjöberg | Luleå Publik: 4 874 Domare: Tobias Björk Patrik Sjöberg |
| 16:00 UTC+1 | 16:00 UTC+1     |                                                                    |                         |                         | Luleå Publik: 4 874 Domare: Tobias Björk Patrik Sjöberg | Luleå Publik: 4 874 Domare: Tobias Björk Patrik Sjöberg |
| 16:00 UTC+1 | 16:00 UTC+1     |                                                                    |                         |                         | Luleå Publik: 4 874 Domare: Tobias Björk Patrik Sjöberg | Luleå Publik: 4 874 Domare: Tobias Björk Patrik Sjöberg |
| 16:00 UTC+1 | 16:00 UTC+1     |                                                                    |                         |                         | Luleå Publik: 4 874 Domare: Tobias Björk Patrik Sjöberg | Luleå Publik: 4 874 Domare: Tobias Björk Patrik Sjöberg |
| 16:00 UTC+1 | 16:00 UTC+1     |                                                                    |                         |                         | Luleå Publik: 4 874 Domare: Tobias Björk Patrik Sjöberg | Luleå Publik: 4 874 Domare: Tobias Björk Patrik Sjöberg |

| 35          | 22 januari 2016 | Malmö Redhawks          | 0 – 3                   | Djurgårdens IF                                                                  | Malmö Arena                                                 |                                                             |
| 19:00 UTC+1 | 19:00 UTC+1     | (0–0, 0–2, 0–1) Rapport | (0–0, 0–2, 0–1) Rapport | (0–0, 0–2, 0–1) Rapport                                                         | Malmö Publik: 8 126 Domare: Morgan Johansson Aleksi Rantala | Malmö Publik: 8 126 Domare: Morgan Johansson Aleksi Rantala |
| 19:00 UTC+1 | 19:00 UTC+1     |                         | Mål                     | (21:09) (PP1) Markus Ljungh (23:21) (PP1) Tomi Sallinen (50:40) Marcus Sörensen | Malmö Publik: 8 126 Domare: Morgan Johansson Aleksi Rantala | Malmö Publik: 8 126 Domare: Morgan Johansson Aleksi Rantala |
| 19:00 UTC+1 | 19:00 UTC+1     |                         |                         |                                                                                 | Malmö Publik: 8 126 Domare: Morgan Johansson Aleksi Rantala | Malmö Publik: 8 126 Domare: Morgan Johansson Aleksi Rantala |
| 19:00 UTC+1 | 19:00 UTC+1     |                         |                         |                                                                                 | Malmö Publik: 8 126 Domare: Morgan Johansson Aleksi Rantala | Malmö Publik: 8 126 Domare: Morgan Johansson Aleksi Rantala |
| 19:00 UTC+1 | 19:00 UTC+1     |                         |                         |                                                                                 | Malmö Publik: 8 126 Domare: Morgan Johansson Aleksi Rantala | Malmö Publik: 8 126 Domare: Morgan Johansson Aleksi Rantala |
| 19:00 UTC+1 | 19:00 UTC+1     |                         |                         |                                                                                 | Malmö Publik: 8 126 Domare: Morgan Johansson Aleksi Rantala | Malmö Publik: 8 126 Domare: Morgan Johansson Aleksi Rantala |

| 36          | 23 januari 2016 | Djurgårdens IF | 5 – 2                   | Malmö Redhawks                                   | Hovet                                                           |                                                                 |
| 18:30 UTC+1 | 18:30 UTC+1     | (0–1, 2–1, 3–0) Rapport | (0–1, 2–1, 3–0) Rapport | (0–1, 2–1, 3–0) Rapport                          | Stockholm Publik: 6 713 Domare: Andreas Harnebring Linus Öhlund | Stockholm Publik: 6 713 Domare: Andreas Harnebring Linus Öhlund |
| 18:30 UTC+1 | 18:30 UTC+1     | Matt Andersson (30:29) (PP1) Linus Hultström (37:58) Matt Andersson (54:11) Marcus Sörensen (56:05) Matt Andersson (56:53) (BP1) | Mål                     | (04:23) Joey Tenute (27:06) (PP1) Björn Svensson | Stockholm Publik: 6 713 Domare: Andreas Harnebring Linus Öhlund | Stockholm Publik: 6 713 Domare: Andreas Harnebring Linus Öhlund |
| 18:30 UTC+1 | 18:30 UTC+1     | |                         |                                                  | Stockholm Publik: 6 713 Domare: Andreas Harnebring Linus Öhlund | Stockholm Publik: 6 713 Domare: Andreas Harnebring Linus Öhlund |
| 18:30 UTC+1 | 18:30 UTC+1     | |                         |                                                  | Stockholm Publik: 6 713 Domare: Andreas Harnebring Linus Öhlund | Stockholm Publik: 6 713 Domare: Andreas Harnebring Linus Öhlund |
| 18:30 UTC+1 | 18:30 UTC+1     | |                         |                                                  | Stockholm Publik: 6 713 Domare: Andreas Harnebring Linus Öhlund | Stockholm Publik: 6 713 Domare: Andreas Harnebring Linus Öhlund |
| 18:30 UTC+1 | 18:30 UTC+1     | |                         |                                                  | Stockholm Publik: 6 713 Domare: Andreas Harnebring Linus Öhlund | Stockholm Publik: 6 713 Domare: Andreas Harnebring Linus Öhlund |

| 37          | 26 januari 2016 | Malmö Redhawks          | 1 – 4                   | Linköpings HC                                                                            | Malmö Arena                                                     |                                                                 |
| 19:00 UTC+1 | 19:00 UTC+1     | (0–1, 1–2, 0–1) Rapport | (0–1, 1–2, 0–1) Rapport | (0–1, 1–2, 0–1) Rapport                                                                  | Malmö Publik: 5 854 Domare: Christoffer Karlsson Patrik Sjöberg | Malmö Publik: 5 854 Domare: Christoffer Karlsson Patrik Sjöberg |
| 19:00 UTC+1 | 19:00 UTC+1     | Frederik Storm (34:12)  | Mål                     | (08:03) Daniel Rahimi (22:36) Chad Billins (23:51) Nick Sörensen (45:17) Gustav Forsberg | Malmö Publik: 5 854 Domare: Christoffer Karlsson Patrik Sjöberg | Malmö Publik: 5 854 Domare: Christoffer Karlsson Patrik Sjöberg |
| 19:00 UTC+1 | 19:00 UTC+1     |                         |                         |                                                                                          | Malmö Publik: 5 854 Domare: Christoffer Karlsson Patrik Sjöberg | Malmö Publik: 5 854 Domare: Christoffer Karlsson Patrik Sjöberg |
| 19:00 UTC+1 | 19:00 UTC+1     |                         |                         |                                                                                          | Malmö Publik: 5 854 Domare: Christoffer Karlsson Patrik Sjöberg | Malmö Publik: 5 854 Domare: Christoffer Karlsson Patrik Sjöberg |
| 19:00 UTC+1 | 19:00 UTC+1     |                         |                         |                                                                                          | Malmö Publik: 5 854 Domare: Christoffer Karlsson Patrik Sjöberg | Malmö Publik: 5 854 Domare: Christoffer Karlsson Patrik Sjöberg |
| 19:00 UTC+1 | 19:00 UTC+1     |                         |                         |                                                                                          | Malmö Publik: 5 854 Domare: Christoffer Karlsson Patrik Sjöberg | Malmö Publik: 5 854 Domare: Christoffer Karlsson Patrik Sjöberg |

| 38          | 28 januari 2016 | Malmö Redhawks                                            | 000 2 – 3 (PS)                    | Färjestad BK                                    | Malmö Arena                                                   |                                                               |
| 19:00 UTC+1 | 19:00 UTC+1     | (0–1, 2–1, 0–0, 0–0, 0–1) Rapport                         | (0–1, 2–1, 0–0, 0–0, 0–1) Rapport | (0–1, 2–1, 0–0, 0–0, 0–1) Rapport               | Malmö Publik: 6 609 Domare: Andreas Harnebring Patrik Sjöberg | Malmö Publik: 6 609 Domare: Andreas Harnebring Patrik Sjöberg |
| 19:00 UTC+1 | 19:00 UTC+1     | Andreas Thuresson (31:15) Andreas Thuresson (38:15) (PP1) | Mål                               | (13:54) Sebastian Erixon (30:05) Martin Röymark | Malmö Publik: 6 609 Domare: Andreas Harnebring Patrik Sjöberg | Malmö Publik: 6 609 Domare: Andreas Harnebring Patrik Sjöberg |
| 19:00 UTC+1 | 19:00 UTC+1     |                                                           |                                   |                                                 | Malmö Publik: 6 609 Domare: Andreas Harnebring Patrik Sjöberg | Malmö Publik: 6 609 Domare: Andreas Harnebring Patrik Sjöberg |
| 19:00 UTC+1 | 19:00 UTC+1     |                                                           |                                   |                                                 | Malmö Publik: 6 609 Domare: Andreas Harnebring Patrik Sjöberg | Malmö Publik: 6 609 Domare: Andreas Harnebring Patrik Sjöberg |
| 19:00 UTC+1 | 19:00 UTC+1     |                                                           |                                   |                                                 | Malmö Publik: 6 609 Domare: Andreas Harnebring Patrik Sjöberg | Malmö Publik: 6 609 Domare: Andreas Harnebring Patrik Sjöberg |
| 19:00 UTC+1 | 19:00 UTC+1     | Björn Svensson · Andreas Thuresson · Frederik Storm       | Straffar                          | Linus Persson · John Persson · Travis Turnbull  | Malmö Publik: 6 609 Domare: Andreas Harnebring Patrik Sjöberg | Malmö Publik: 6 609 Domare: Andreas Harnebring Patrik Sjöberg |

| 39          | 30 januari 2016 | Skellefteå AIK               | 000 1 – 2 (SD)               | Malmö Redhawks                                         | Skellefteå Kraft Arena                                             |                                                                    |
| 16:00 UTC+1 | 16:00 UTC+1     | (1–0, 0–1, 0–0, 0–1) Rapport | (1–0, 0–1, 0–0, 0–1) Rapport | (1–0, 0–1, 0–0, 0–1) Rapport                           | Skellefteå Publik: 4 740 Domare: Tobias Björk Christoffer Karlsson | Skellefteå Publik: 4 740 Domare: Tobias Björk Christoffer Karlsson |
| 16:00 UTC+1 | 16:00 UTC+1     | Axel Holmström (07:15)       | Mål                          | (31:42) (PP1) Björn Svensson (61:56) (PP1) Joey Tenute | Skellefteå Publik: 4 740 Domare: Tobias Björk Christoffer Karlsson | Skellefteå Publik: 4 740 Domare: Tobias Björk Christoffer Karlsson |
| 16:00 UTC+1 | 16:00 UTC+1     |                              |                              |                                                        | Skellefteå Publik: 4 740 Domare: Tobias Björk Christoffer Karlsson | Skellefteå Publik: 4 740 Domare: Tobias Björk Christoffer Karlsson |
| 16:00 UTC+1 | 16:00 UTC+1     |                              |                              |                                                        | Skellefteå Publik: 4 740 Domare: Tobias Björk Christoffer Karlsson | Skellefteå Publik: 4 740 Domare: Tobias Björk Christoffer Karlsson |
| 16:00 UTC+1 | 16:00 UTC+1     |                              |                              |                                                        | Skellefteå Publik: 4 740 Domare: Tobias Björk Christoffer Karlsson | Skellefteå Publik: 4 740 Domare: Tobias Björk Christoffer Karlsson |
| 16:00 UTC+1 | 16:00 UTC+1     |                              |                              |                                                        | Skellefteå Publik: 4 740 Domare: Tobias Björk Christoffer Karlsson | Skellefteå Publik: 4 740 Domare: Tobias Björk Christoffer Karlsson |

| 40          | 2 februari 2016 | Malmö Redhawks          | 0 – 4                   | Örebro HK                                                                                | Malmö Arena                                                |                                                            |
| 19:00 UTC+1 | 19:00 UTC+1     | (0–0, 0–1, 0–3) Rapport | (0–0, 0–1, 0–3) Rapport | (0–0, 0–1, 0–3) Rapport                                                                  | Malmö Publik: 5 723 Domare: Mikael Sjöqvist Wolmer Edqvist | Malmö Publik: 5 723 Domare: Mikael Sjöqvist Wolmer Edqvist |
| 19:00 UTC+1 | 19:00 UTC+1     |                         | Mål                     | (22:45) Kalle Olsson (48:38) Justin Hodgman (58:20) Joel Mustonen (59:43) Daniel Viksten | Malmö Publik: 5 723 Domare: Mikael Sjöqvist Wolmer Edqvist | Malmö Publik: 5 723 Domare: Mikael Sjöqvist Wolmer Edqvist |
| 19:00 UTC+1 | 19:00 UTC+1     |                         |                         |                                                                                          | Malmö Publik: 5 723 Domare: Mikael Sjöqvist Wolmer Edqvist | Malmö Publik: 5 723 Domare: Mikael Sjöqvist Wolmer Edqvist |
| 19:00 UTC+1 | 19:00 UTC+1     |                         |                         |                                                                                          | Malmö Publik: 5 723 Domare: Mikael Sjöqvist Wolmer Edqvist | Malmö Publik: 5 723 Domare: Mikael Sjöqvist Wolmer Edqvist |
| 19:00 UTC+1 | 19:00 UTC+1     |                         |                         |                                                                                          | Malmö Publik: 5 723 Domare: Mikael Sjöqvist Wolmer Edqvist | Malmö Publik: 5 723 Domare: Mikael Sjöqvist Wolmer Edqvist |
| 19:00 UTC+1 | 19:00 UTC+1     |                         |                         |                                                                                          | Malmö Publik: 5 723 Domare: Mikael Sjöqvist Wolmer Edqvist | Malmö Publik: 5 723 Domare: Mikael Sjöqvist Wolmer Edqvist |

| 41          | 4 februari 2016 | Malmö Redhawks          | 0 – 3                   | Skellefteå AIK                                                         | Malmö Arena                                                 |                                                             |
| 19:00 UTC+1 | 19:00 UTC+1     | (0–1, 0–0, 0–2) Rapport | (0–1, 0–0, 0–2) Rapport | (0–1, 0–0, 0–2) Rapport                                                | Malmö Publik: 6 403 Domare: Andreas Harnebring Johan Gossas | Malmö Publik: 6 403 Domare: Andreas Harnebring Johan Gossas |
| 19:00 UTC+1 | 19:00 UTC+1     |                         | Mål                     | (16:56) Jimmie Ericsson (40:43) Patrik Zackrisson (58:28) Pär Lindholm | Malmö Publik: 6 403 Domare: Andreas Harnebring Johan Gossas | Malmö Publik: 6 403 Domare: Andreas Harnebring Johan Gossas |
| 19:00 UTC+1 | 19:00 UTC+1     |                         |                         |                                                                        | Malmö Publik: 6 403 Domare: Andreas Harnebring Johan Gossas | Malmö Publik: 6 403 Domare: Andreas Harnebring Johan Gossas |
| 19:00 UTC+1 | 19:00 UTC+1     |                         |                         |                                                                        | Malmö Publik: 6 403 Domare: Andreas Harnebring Johan Gossas | Malmö Publik: 6 403 Domare: Andreas Harnebring Johan Gossas |
| 19:00 UTC+1 | 19:00 UTC+1     |                         |                         |                                                                        | Malmö Publik: 6 403 Domare: Andreas Harnebring Johan Gossas | Malmö Publik: 6 403 Domare: Andreas Harnebring Johan Gossas |
| 19:00 UTC+1 | 19:00 UTC+1     |                         |                         |                                                                        | Malmö Publik: 6 403 Domare: Andreas Harnebring Johan Gossas | Malmö Publik: 6 403 Domare: Andreas Harnebring Johan Gossas |

| 42          | 6 februari 2016 | Modo                                           | 000 2 – 1 (SD)               | Malmö Redhawks               | Fjällräven Center                                                |                                                                  |
| 16:00 UTC+1 | 16:00 UTC+1     | (0–0, 1–1, 0–0, 1–0) Rapport                   | (0–0, 1–1, 0–0, 1–0) Rapport | (0–0, 1–1, 0–0, 1–0) Rapport | Örnsköldsvik Publik: 5 325 Domare: Patrik Sjöberg Wolmer Edqvist | Örnsköldsvik Publik: 5 325 Domare: Patrik Sjöberg Wolmer Edqvist |
| 16:00 UTC+1 | 16:00 UTC+1     | William Thomas (23:24) Victor Olofsson (60:49) | Mål                          | (30:28) Peter Mueller        | Örnsköldsvik Publik: 5 325 Domare: Patrik Sjöberg Wolmer Edqvist | Örnsköldsvik Publik: 5 325 Domare: Patrik Sjöberg Wolmer Edqvist |
| 16:00 UTC+1 | 16:00 UTC+1     |                                                |                              |                              | Örnsköldsvik Publik: 5 325 Domare: Patrik Sjöberg Wolmer Edqvist | Örnsköldsvik Publik: 5 325 Domare: Patrik Sjöberg Wolmer Edqvist |
| 16:00 UTC+1 | 16:00 UTC+1     |                                                |                              |                              | Örnsköldsvik Publik: 5 325 Domare: Patrik Sjöberg Wolmer Edqvist | Örnsköldsvik Publik: 5 325 Domare: Patrik Sjöberg Wolmer Edqvist |
| 16:00 UTC+1 | 16:00 UTC+1     |                                                |                              |                              | Örnsköldsvik Publik: 5 325 Domare: Patrik Sjöberg Wolmer Edqvist | Örnsköldsvik Publik: 5 325 Domare: Patrik Sjöberg Wolmer Edqvist |
| 16:00 UTC+1 | 16:00 UTC+1     |                                                |                              |                              | Örnsköldsvik Publik: 5 325 Domare: Patrik Sjöberg Wolmer Edqvist | Örnsköldsvik Publik: 5 325 Domare: Patrik Sjöberg Wolmer Edqvist |

| 43          | 16 februari 2016 | Luleå HF                                        | 000 2 – 3 (SD)               | Malmö Redhawks                                                         | Coop Norrbotten Arena                                    |                                                          |
| 19:00 UTC+1 | 19:00 UTC+1      | (0–2, 1–0, 1–0, 0–1) Rapport                    | (0–2, 1–0, 1–0, 0–1) Rapport | (0–2, 1–0, 1–0, 0–1) Rapport                                           | Luleå Publik: 4 873 Domare: Linus Öhlund Mikael Sjöqvist | Luleå Publik: 4 873 Domare: Linus Öhlund Mikael Sjöqvist |
| 19:00 UTC+1 | 19:00 UTC+1      | Jacob Lagace (22:00) Jonathan Granström (53:38) | Mål                          | (02:16) Peter Mueller (15:33) Frederik Storm (60:25) (PP1) Jens Olsson | Luleå Publik: 4 873 Domare: Linus Öhlund Mikael Sjöqvist | Luleå Publik: 4 873 Domare: Linus Öhlund Mikael Sjöqvist |
| 19:00 UTC+1 | 19:00 UTC+1      |                                                 |                              |                                                                        | Luleå Publik: 4 873 Domare: Linus Öhlund Mikael Sjöqvist | Luleå Publik: 4 873 Domare: Linus Öhlund Mikael Sjöqvist |
| 19:00 UTC+1 | 19:00 UTC+1      |                                                 |                              |                                                                        | Luleå Publik: 4 873 Domare: Linus Öhlund Mikael Sjöqvist | Luleå Publik: 4 873 Domare: Linus Öhlund Mikael Sjöqvist |
| 19:00 UTC+1 | 19:00 UTC+1      |                                                 |                              |                                                                        | Luleå Publik: 4 873 Domare: Linus Öhlund Mikael Sjöqvist | Luleå Publik: 4 873 Domare: Linus Öhlund Mikael Sjöqvist |
| 19:00 UTC+1 | 19:00 UTC+1      |                                                 |                              |                                                                        | Luleå Publik: 4 873 Domare: Linus Öhlund Mikael Sjöqvist | Luleå Publik: 4 873 Domare: Linus Öhlund Mikael Sjöqvist |

| 44          | 18 februari 2016 | Malmö Redhawks                                                                  | 3 – 1                   | Växjö Lakers            | Malmö Arena                                                |                                                            |
| 19:00 UTC+1 | 19:00 UTC+1      | (2–0, 1–1, 0–0) Rapport                                                         | (2–0, 1–1, 0–0) Rapport | (2–0, 1–1, 0–0) Rapport | Malmö Publik: 6 908 Domare: Mikael Andersson Pehr Claesson | Malmö Publik: 6 908 Domare: Mikael Andersson Pehr Claesson |
| 19:00 UTC+1 | 19:00 UTC+1      | Andreas Thuresson (02:15) (PP1) Erik Andersson (07:31) Nicklas Jadeland (25:50) | Mål                     | (39:48) Teemu Laakso    | Malmö Publik: 6 908 Domare: Mikael Andersson Pehr Claesson | Malmö Publik: 6 908 Domare: Mikael Andersson Pehr Claesson |
| 19:00 UTC+1 | 19:00 UTC+1      |                                                                                 |                         |                         | Malmö Publik: 6 908 Domare: Mikael Andersson Pehr Claesson | Malmö Publik: 6 908 Domare: Mikael Andersson Pehr Claesson |
| 19:00 UTC+1 | 19:00 UTC+1      |                                                                                 |                         |                         | Malmö Publik: 6 908 Domare: Mikael Andersson Pehr Claesson | Malmö Publik: 6 908 Domare: Mikael Andersson Pehr Claesson |
| 19:00 UTC+1 | 19:00 UTC+1      |                                                                                 |                         |                         | Malmö Publik: 6 908 Domare: Mikael Andersson Pehr Claesson | Malmö Publik: 6 908 Domare: Mikael Andersson Pehr Claesson |
| 19:00 UTC+1 | 19:00 UTC+1      |                                                                                 |                         |                         | Malmö Publik: 6 908 Domare: Mikael Andersson Pehr Claesson | Malmö Publik: 6 908 Domare: Mikael Andersson Pehr Claesson |

| 45          | 20 februari 2016 | Färjestad BK                                                             | 3 – 5                   | Malmö Redhawks | Löfbergs Arena                                                     |                                                                    |
| 16:00 UTC+1 | 16:00 UTC+1      | (0–2, 0–1, 3–2) Rapport                                                  | (0–2, 0–1, 3–2) Rapport | (0–2, 0–1, 3–2) Rapport | Karlstad Publik: 7 548 Domare: Andreas Harnebring Morgan Johansson | Karlstad Publik: 7 548 Domare: Andreas Harnebring Morgan Johansson |
| 16:00 UTC+1 | 16:00 UTC+1      | Mikael Johansson (40:25) (PP1) Joakim Nygård (53:20) Milan Gulas (58:41) | Mål                     | (01:11) Björn Svensson (08:47) (PP1) Mathias Tjärnqvist (30:46) Johan Ivarsson (42:57) Frederik Storm (58:58) Andreas Thuresson | Karlstad Publik: 7 548 Domare: Andreas Harnebring Morgan Johansson | Karlstad Publik: 7 548 Domare: Andreas Harnebring Morgan Johansson |
| 16:00 UTC+1 | 16:00 UTC+1      |                                                                          |                         | | Karlstad Publik: 7 548 Domare: Andreas Harnebring Morgan Johansson | Karlstad Publik: 7 548 Domare: Andreas Harnebring Morgan Johansson |
| 16:00 UTC+1 | 16:00 UTC+1      |                                                                          |                         | | Karlstad Publik: 7 548 Domare: Andreas Harnebring Morgan Johansson | Karlstad Publik: 7 548 Domare: Andreas Harnebring Morgan Johansson |
| 16:00 UTC+1 | 16:00 UTC+1      |                                                                          |                         | | Karlstad Publik: 7 548 Domare: Andreas Harnebring Morgan Johansson | Karlstad Publik: 7 548 Domare: Andreas Harnebring Morgan Johansson |
| 16:00 UTC+1 | 16:00 UTC+1      |                                                                          |                         | | Karlstad Publik: 7 548 Domare: Andreas Harnebring Morgan Johansson | Karlstad Publik: 7 548 Domare: Andreas Harnebring Morgan Johansson |

| 46          | 23 februari 2016 | Malmö Redhawks | 5 – 3                   | HV71                                                               | Malmö Arena                                             |                                                         |
| 19:00 UTC+1 | 19:00 UTC+1      | (0–1, 3–1, 2–1) Rapport                                                                                              | (0–1, 3–1, 2–1) Rapport | (0–1, 3–1, 2–1) Rapport                                            | Malmö Publik: 7 063 Domare: Marcus Linde Aleksi Rantala | Malmö Publik: 7 063 Domare: Marcus Linde Aleksi Rantala |
| 19:00 UTC+1 | 19:00 UTC+1      | Erik Andersson (23:54) Peter Mueller (26:10) Joey Tenute (30:32) Nils Andersson (47:39) (PP1) Eric Himelfarb (59:49) | Mål                     | (04:02) Filip Sandberg (39:51) Anton Bengtsson (54:29) Oscar Sundh | Malmö Publik: 7 063 Domare: Marcus Linde Aleksi Rantala | Malmö Publik: 7 063 Domare: Marcus Linde Aleksi Rantala |
| 19:00 UTC+1 | 19:00 UTC+1      | |                         |                                                                    | Malmö Publik: 7 063 Domare: Marcus Linde Aleksi Rantala | Malmö Publik: 7 063 Domare: Marcus Linde Aleksi Rantala |
| 19:00 UTC+1 | 19:00 UTC+1      | |                         |                                                                    | Malmö Publik: 7 063 Domare: Marcus Linde Aleksi Rantala | Malmö Publik: 7 063 Domare: Marcus Linde Aleksi Rantala |
| 19:00 UTC+1 | 19:00 UTC+1      | |                         |                                                                    | Malmö Publik: 7 063 Domare: Marcus Linde Aleksi Rantala | Malmö Publik: 7 063 Domare: Marcus Linde Aleksi Rantala |
| 19:00 UTC+1 | 19:00 UTC+1      | |                         |                                                                    | Malmö Publik: 7 063 Domare: Marcus Linde Aleksi Rantala | Malmö Publik: 7 063 Domare: Marcus Linde Aleksi Rantala |

| 47          | 25 februari 2016 | Frölunda HC                                                                                     | 4 – 1                   | Malmö Redhawks             | Scandinavium                                              |                                                           |
| 19:00 UTC+1 | 19:00 UTC+1      | (1–0, 1–1, 2–0) Rapport                                                                         | (1–0, 1–1, 2–0) Rapport | (1–0, 1–1, 2–0) Rapport    | Göteborg Publik: 8 408 Domare: Sören Persson Johan Gossas | Göteborg Publik: 8 408 Domare: Sören Persson Johan Gossas |
| 19:00 UTC+1 | 19:00 UTC+1      | Robin Figren (19:27) Andreas Johnson (29:22) Nicklas Lasu (45:10) Andreas Johnson (55:28) (PP1) | Mål                     | (36:37) Mathias Tjärnqvist | Göteborg Publik: 8 408 Domare: Sören Persson Johan Gossas | Göteborg Publik: 8 408 Domare: Sören Persson Johan Gossas |
| 19:00 UTC+1 | 19:00 UTC+1      |                                                                                                 |                         |                            | Göteborg Publik: 8 408 Domare: Sören Persson Johan Gossas | Göteborg Publik: 8 408 Domare: Sören Persson Johan Gossas |
| 19:00 UTC+1 | 19:00 UTC+1      |                                                                                                 |                         |                            | Göteborg Publik: 8 408 Domare: Sören Persson Johan Gossas | Göteborg Publik: 8 408 Domare: Sören Persson Johan Gossas |
| 19:00 UTC+1 | 19:00 UTC+1      |                                                                                                 |                         |                            | Göteborg Publik: 8 408 Domare: Sören Persson Johan Gossas | Göteborg Publik: 8 408 Domare: Sören Persson Johan Gossas |
| 19:00 UTC+1 | 19:00 UTC+1      |                                                                                                 |                         |                            | Göteborg Publik: 8 408 Domare: Sören Persson Johan Gossas | Göteborg Publik: 8 408 Domare: Sören Persson Johan Gossas |

| 48          | 27 februari 2016 | Malmö Redhawks                                                                     | 3 – 1                   | Karlskrona HK                | Malmö Arena                                           |                                                       |
| 16:00 UTC+1 | 16:00 UTC+1      | (2–0, 1–1, 0–0) Rapport                                                            | (2–0, 1–1, 0–0) Rapport | (2–0, 1–1, 0–0) Rapport      | Malmö Publik: 9 369 Domare: Marcus Linde Johan Gossas | Malmö Publik: 9 369 Domare: Marcus Linde Johan Gossas |
| 16:00 UTC+1 | 16:00 UTC+1      | Kent McDonell (00:27) Mathias Tjärnqvist (04:01) (PP1) Peter Mueller (33:44) (PP1) | Mål                     | (23:40) (str.) Mattias Guter | Malmö Publik: 9 369 Domare: Marcus Linde Johan Gossas | Malmö Publik: 9 369 Domare: Marcus Linde Johan Gossas |
| 16:00 UTC+1 | 16:00 UTC+1      |                                                                                    |                         |                              | Malmö Publik: 9 369 Domare: Marcus Linde Johan Gossas | Malmö Publik: 9 369 Domare: Marcus Linde Johan Gossas |
| 16:00 UTC+1 | 16:00 UTC+1      |                                                                                    |                         |                              | Malmö Publik: 9 369 Domare: Marcus Linde Johan Gossas | Malmö Publik: 9 369 Domare: Marcus Linde Johan Gossas |
| 16:00 UTC+1 | 16:00 UTC+1      |                                                                                    |                         |                              | Malmö Publik: 9 369 Domare: Marcus Linde Johan Gossas | Malmö Publik: 9 369 Domare: Marcus Linde Johan Gossas |
| 16:00 UTC+1 | 16:00 UTC+1      |                                                                                    |                         |                              | Malmö Publik: 9 369 Domare: Marcus Linde Johan Gossas | Malmö Publik: 9 369 Domare: Marcus Linde Johan Gossas |

| 49          | 2 mars 2016 | Malmö Redhawks | 5 – 3                   | Brynäs IF                                                                  | Malmö Arena                                         |                                                     |
| 19:00 UTC+1 | 19:00 UTC+1 | (3–0, 1–3, 1–0) Rapport                                                                                                | (3–0, 1–3, 1–0) Rapport | (3–0, 1–3, 1–0) Rapport                                                    | Malmö Publik: 446 Domare: Pehr Claesson Mikael Holm | Malmö Publik: 446 Domare: Pehr Claesson Mikael Holm |
| 19:00 UTC+1 | 19:00 UTC+1 | Andreas Thuresson (00:55) Kent McDonell (09:38) Nils Andersson (13:10) Andreas Thuresson (26:20) Kent McDonell (59:11) | Mål                     | (30:58) Pathrik Westerholm (31:43) Sondre Olden (35:13) Ponthus Westerholm | Malmö Publik: 446 Domare: Pehr Claesson Mikael Holm | Malmö Publik: 446 Domare: Pehr Claesson Mikael Holm |
| 19:00 UTC+1 | 19:00 UTC+1 | |                         |                                                                            | Malmö Publik: 446 Domare: Pehr Claesson Mikael Holm | Malmö Publik: 446 Domare: Pehr Claesson Mikael Holm |
| 19:00 UTC+1 | 19:00 UTC+1 | |                         |                                                                            | Malmö Publik: 446 Domare: Pehr Claesson Mikael Holm | Malmö Publik: 446 Domare: Pehr Claesson Mikael Holm |
| 19:00 UTC+1 | 19:00 UTC+1 | |                         |                                                                            | Malmö Publik: 446 Domare: Pehr Claesson Mikael Holm | Malmö Publik: 446 Domare: Pehr Claesson Mikael Holm |
| 19:00 UTC+1 | 19:00 UTC+1 | |                         |                                                                            | Malmö Publik: 446 Domare: Pehr Claesson Mikael Holm | Malmö Publik: 446 Domare: Pehr Claesson Mikael Holm |

| 50          | 4 mars 2016 | Rögle BK | 5 – 1                   | Malmö Redhawks          | Lindab Arena                                            |                                                         |
| 19:00 UTC+1 | 19:00 UTC+1 | (1–0, 2–0, 2–1) Rapport | (1–0, 2–0, 2–1) Rapport | (1–0, 2–0, 2–1) Rapport | Ängelholm Publik: 5 051 Domare: Mikael Holm Mikael Nord | Ängelholm Publik: 5 051 Domare: Mikael Holm Mikael Nord |
| 19:00 UTC+1 | 19:00 UTC+1 | Sebastian Wännström (13:47) (PP1) Mathias From (25:18) Christopher Liljewall (30:36) Jack Connolly (43:23) (BP1) Jordan Smotherman (52:58) | Mål                     | (45:59) Jens Olsson     | Ängelholm Publik: 5 051 Domare: Mikael Holm Mikael Nord | Ängelholm Publik: 5 051 Domare: Mikael Holm Mikael Nord |
| 19:00 UTC+1 | 19:00 UTC+1 | |                         |                         | Ängelholm Publik: 5 051 Domare: Mikael Holm Mikael Nord | Ängelholm Publik: 5 051 Domare: Mikael Holm Mikael Nord |
| 19:00 UTC+1 | 19:00 UTC+1 | |                         |                         | Ängelholm Publik: 5 051 Domare: Mikael Holm Mikael Nord | Ängelholm Publik: 5 051 Domare: Mikael Holm Mikael Nord |
| 19:00 UTC+1 | 19:00 UTC+1 | |                         |                         | Ängelholm Publik: 5 051 Domare: Mikael Holm Mikael Nord | Ängelholm Publik: 5 051 Domare: Mikael Holm Mikael Nord |
| 19:00 UTC+1 | 19:00 UTC+1 | |                         |                         | Ängelholm Publik: 5 051 Domare: Mikael Holm Mikael Nord | Ängelholm Publik: 5 051 Domare: Mikael Holm Mikael Nord |

| 51          | 5 mars 2016 | Malmö Redhawks                                    | 000 2 – 3 (PS)                    | Rögle BK                                                | Malmö Arena                                            |                                                        |
| 16:00 UTC+1 | 16:00 UTC+1 | (0–1, 2–1, 0–0, 0–0, 0–1) Rapport                 | (0–1, 2–1, 0–0, 0–0, 0–1) Rapport | (0–1, 2–1, 0–0, 0–0, 0–1) Rapport                       | Malmö Publik: 12 600 Domare: Marcus Linde Linus Öhlund | Malmö Publik: 12 600 Domare: Marcus Linde Linus Öhlund |
| 16:00 UTC+1 | 16:00 UTC+1 | Henrik Hetta (27:18) (PP1) Johan Ivarsson (28:49) | Mål                               | (11:05) Erik Santesson (27:36) Ludvig Rensfeldt         | Malmö Publik: 12 600 Domare: Marcus Linde Linus Öhlund | Malmö Publik: 12 600 Domare: Marcus Linde Linus Öhlund |
| 16:00 UTC+1 | 16:00 UTC+1 |                                                   |                                   |                                                         | Malmö Publik: 12 600 Domare: Marcus Linde Linus Öhlund | Malmö Publik: 12 600 Domare: Marcus Linde Linus Öhlund |
| 16:00 UTC+1 | 16:00 UTC+1 |                                                   |                                   |                                                         | Malmö Publik: 12 600 Domare: Marcus Linde Linus Öhlund | Malmö Publik: 12 600 Domare: Marcus Linde Linus Öhlund |
| 16:00 UTC+1 | 16:00 UTC+1 |                                                   |                                   |                                                         | Malmö Publik: 12 600 Domare: Marcus Linde Linus Öhlund | Malmö Publik: 12 600 Domare: Marcus Linde Linus Öhlund |
| 16:00 UTC+1 | 16:00 UTC+1 | Magnus Häggström · Nils Andersson · Jens Olsson   | Straffar                          | Patrick Cehlin · Christopher Liljewall · Filip Karlsson | Malmö Publik: 12 600 Domare: Marcus Linde Linus Öhlund | Malmö Publik: 12 600 Domare: Marcus Linde Linus Öhlund |

| 52          | 8 mars 2016 | Linköpings HC                                                                                         | 5 – 0                   | Malmö Redhawks          | Saab Arena                                                   |                                                              |
| 19:00 UTC+1 | 19:00 UTC+1 | (0–0, 3–0, 2–0) Rapport                                                                               | (0–0, 3–0, 2–0) Rapport | (0–0, 3–0, 2–0) Rapport | Linköping Publik: 5 292 Domare: Tobias Björk Mikael Sjöqvist | Linköping Publik: 5 292 Domare: Tobias Björk Mikael Sjöqvist |
| 19:00 UTC+1 | 19:00 UTC+1 | Broc Little (21:41) Broc Little (25:51) Nichlas Hardt (29:19) Jens Jakobs (48:59) Jens Jakobs (57:01) | Mål                     |                         | Linköping Publik: 5 292 Domare: Tobias Björk Mikael Sjöqvist | Linköping Publik: 5 292 Domare: Tobias Björk Mikael Sjöqvist |
| 19:00 UTC+1 | 19:00 UTC+1 | |                         |                         | Linköping Publik: 5 292 Domare: Tobias Björk Mikael Sjöqvist | Linköping Publik: 5 292 Domare: Tobias Björk Mikael Sjöqvist |
| 19:00 UTC+1 | 19:00 UTC+1 | |                         |                         | Linköping Publik: 5 292 Domare: Tobias Björk Mikael Sjöqvist | Linköping Publik: 5 292 Domare: Tobias Björk Mikael Sjöqvist |
| 19:00 UTC+1 | 19:00 UTC+1 | |                         |                         | Linköping Publik: 5 292 Domare: Tobias Björk Mikael Sjöqvist | Linköping Publik: 5 292 Domare: Tobias Björk Mikael Sjöqvist |
| 19:00 UTC+1 | 19:00 UTC+1 | |                         |                         | Linköping Publik: 5 292 Domare: Tobias Björk Mikael Sjöqvist | Linköping Publik: 5 292 Domare: Tobias Björk Mikael Sjöqvist |

## Träningsmatcher
| TM          | 11 augusti 2015 | IK Pantern              | 0 – 4                   | Malmö Redhawks          | Malmö isstadion |                |
| 19:00 UTC+2 | 19:00 UTC+2     | (0–1, 0–0, 0–3) Rapport | (0–1, 0–0, 0–3) Rapport | (0–1, 0–0, 0–3) Rapport | Malmö, Sverige  | Malmö, Sverige |
| 19:00 UTC+2 | 19:00 UTC+2     |                         |                         |                         | Malmö, Sverige  | Malmö, Sverige |
| 19:00 UTC+2 | 19:00 UTC+2     |                         |                         |                         | Malmö, Sverige  | Malmö, Sverige |
| 19:00 UTC+2 | 19:00 UTC+2     |                         |                         |                         | Malmö, Sverige  | Malmö, Sverige |
| 19:00 UTC+2 | 19:00 UTC+2     |                         |                         |                         | Malmö, Sverige  | Malmö, Sverige |
| 19:00 UTC+2 | 19:00 UTC+2     |                         |                         |                         | Malmö, Sverige  | Malmö, Sverige |

| TM          | 13 augusti 2015 | Malmö Redhawks | 3 – 0 | Växjö Lakers | Malmö isstadion |                |
| 19:00 UTC+2 | 19:00 UTC+2     |                |       |              | Malmö, Sverige  | Malmö, Sverige |
| 19:00 UTC+2 | 19:00 UTC+2     |                |       |              | Malmö, Sverige  | Malmö, Sverige |
| 19:00 UTC+2 | 19:00 UTC+2     |                |       |              | Malmö, Sverige  | Malmö, Sverige |
| 19:00 UTC+2 | 19:00 UTC+2     |                |       |              | Malmö, Sverige  | Malmö, Sverige |
| 19:00 UTC+2 | 19:00 UTC+2     |                |       |              | Malmö, Sverige  | Malmö, Sverige |
| 19:00 UTC+2 | 19:00 UTC+2     |                |       |              | Malmö, Sverige  | Malmö, Sverige |

| TM          | 20 augusti 2015 | Malmö Redhawks | 3 – 7 | Hamburg Freezers | Söderslättshallen   |                     |
| 19:00 UTC+2 | 19:00 UTC+2     |                |       |                  | Trelleborg, Sverige | Trelleborg, Sverige |
| 19:00 UTC+2 | 19:00 UTC+2     |                |       |                  | Trelleborg, Sverige | Trelleborg, Sverige |
| 19:00 UTC+2 | 19:00 UTC+2     |                |       |                  | Trelleborg, Sverige | Trelleborg, Sverige |
| 19:00 UTC+2 | 19:00 UTC+2     |                |       |                  | Trelleborg, Sverige | Trelleborg, Sverige |
| 19:00 UTC+2 | 19:00 UTC+2     |                |       |                  | Trelleborg, Sverige | Trelleborg, Sverige |
| 19:00 UTC+2 | 19:00 UTC+2     |                |       |                  | Trelleborg, Sverige | Trelleborg, Sverige |

| TM          | 26 augusti 2015 | Lugano | 0 – 2 | Malmö Redhawks | Haie-Zentrum   |                |
| 16:00 UTC+2 | 16:00 UTC+2     |        |       |                | Köln, Tyskland | Köln, Tyskland |
| 16:00 UTC+2 | 16:00 UTC+2     |        |       |                | Köln, Tyskland | Köln, Tyskland |
| 16:00 UTC+2 | 16:00 UTC+2     |        |       |                | Köln, Tyskland | Köln, Tyskland |
| 16:00 UTC+2 | 16:00 UTC+2     |        |       |                | Köln, Tyskland | Köln, Tyskland |
| 16:00 UTC+2 | 16:00 UTC+2     |        |       |                | Köln, Tyskland | Köln, Tyskland |
| 16:00 UTC+2 | 16:00 UTC+2     |        |       |                | Köln, Tyskland | Köln, Tyskland |

| TM          | 27 augusti 2015 | Tigers | 3 – 5 | Malmö Redhawks | Haie-Zentrum   |                |
| 20:00 UTC+2 | 20:00 UTC+2     |        |       |                | Köln, Tyskland | Köln, Tyskland |
| 20:00 UTC+2 | 20:00 UTC+2     |        |       |                | Köln, Tyskland | Köln, Tyskland |
| 20:00 UTC+2 | 20:00 UTC+2     |        |       |                | Köln, Tyskland | Köln, Tyskland |
| 20:00 UTC+2 | 20:00 UTC+2     |        |       |                | Köln, Tyskland | Köln, Tyskland |
| 20:00 UTC+2 | 20:00 UTC+2     |        |       |                | Köln, Tyskland | Köln, Tyskland |
| 20:00 UTC+2 | 20:00 UTC+2     |        |       |                | Köln, Tyskland | Köln, Tyskland |

| TM          | 28 augusti 2015 | Kölner Haie | 6 – 1 | Malmö Redhawks | Haie-Zentrum   |                |
| 16:00 UTC+2 | 16:00 UTC+2     |             |       |                | Köln, Tyskland | Köln, Tyskland |
| 16:00 UTC+2 | 16:00 UTC+2     |             |       |                | Köln, Tyskland | Köln, Tyskland |
| 16:00 UTC+2 | 16:00 UTC+2     |             |       |                | Köln, Tyskland | Köln, Tyskland |
| 16:00 UTC+2 | 16:00 UTC+2     |             |       |                | Köln, Tyskland | Köln, Tyskland |
| 16:00 UTC+2 | 16:00 UTC+2     |             |       |                | Köln, Tyskland | Köln, Tyskland |
| 16:00 UTC+2 | 16:00 UTC+2     |             |       |                | Köln, Tyskland | Köln, Tyskland |

| TM          | 30 augusti 2015 | HV71 | 1 – 4 | Malmö Redhawks | Kinnarps Arena     |                    |
| 16:00 UTC+2 | 16:00 UTC+2     |      |       |                | Jönköping, Sverige | Jönköping, Sverige |
| 16:00 UTC+2 | 16:00 UTC+2     |      |       |                | Jönköping, Sverige | Jönköping, Sverige |
| 16:00 UTC+2 | 16:00 UTC+2     |      |       |                | Jönköping, Sverige | Jönköping, Sverige |
| 16:00 UTC+2 | 16:00 UTC+2     |      |       |                | Jönköping, Sverige | Jönköping, Sverige |
| 16:00 UTC+2 | 16:00 UTC+2     |      |       |                | Jönköping, Sverige | Jönköping, Sverige |
| 16:00 UTC+2 | 16:00 UTC+2     |      |       |                | Jönköping, Sverige | Jönköping, Sverige |

| TM          | 2 september 2015 | Karlskrona HK | 4 – 0 | Malmö Redhawks | Arena Karlskrona    |                     |
| 19:00 UTC+2 | 19:00 UTC+2      |               |       |                | Karlskrona, Sverige | Karlskrona, Sverige |
| 19:00 UTC+2 | 19:00 UTC+2      |               |       |                | Karlskrona, Sverige | Karlskrona, Sverige |
| 19:00 UTC+2 | 19:00 UTC+2      |               |       |                | Karlskrona, Sverige | Karlskrona, Sverige |
| 19:00 UTC+2 | 19:00 UTC+2      |               |       |                | Karlskrona, Sverige | Karlskrona, Sverige |
| 19:00 UTC+2 | 19:00 UTC+2      |               |       |                | Karlskrona, Sverige | Karlskrona, Sverige |
| 19:00 UTC+2 | 19:00 UTC+2      |               |       |                | Karlskrona, Sverige | Karlskrona, Sverige |

| TM          | 10 september 2015 | Djurgårdens IF | 3 – 4 | Malmö Redhawks | Björkängshallen    |                    |
| 19:00 UTC+2 | 19:00 UTC+2       |                |       |                | Stockholm, Sverige | Stockholm, Sverige |
| 19:00 UTC+2 | 19:00 UTC+2       |                |       |                | Stockholm, Sverige | Stockholm, Sverige |
| 19:00 UTC+2 | 19:00 UTC+2       |                |       |                | Stockholm, Sverige | Stockholm, Sverige |
| 19:00 UTC+2 | 19:00 UTC+2       |                |       |                | Stockholm, Sverige | Stockholm, Sverige |
| 19:00 UTC+2 | 19:00 UTC+2       |                |       |                | Stockholm, Sverige | Stockholm, Sverige |
| 19:00 UTC+2 | 19:00 UTC+2       |                |       |                | Stockholm, Sverige | Stockholm, Sverige |

## Spelartrupp
Uppdaterad den 31 maj 2022.
| Nr | Nat            | Spelare              | Pos | S/H | Ålder | Värvad | Födelseort                    |
| -- | -------------- | -------------------- | --- | --- | ----- | ------ | ----------------------------- |
| 2  | Sverige        | Erik Andersson       | B   | L   | 42    | 2015   | Umeå, Sverige                 |
| 3  | Kanada         | Kent McDonell        | F   | R   | 46    | 2015   | Williamstown, Ontario, Kanada |
| 6  | Sverige        | Stefan Warg          | B   | R   | 35    | 2014   | Stockholm, Sverige            |
| 7  | Sverige        | Nils Andersson (A)   | B   | R   | 33    | 2014   | Umeå, Sverige                 |
| 9  | Danmark        | Frederik Storm       | F   | L   | 36    | 2012   | Gentofte, Danmark             |
| 11 | Kanada         | Joey Tenute          | F   | L   | 41    | 2013   | Hamilton, Ontario, Kanada     |
| 12 | Sverige        | Andreas Thuresson    | F   | R   | 37    | 2015   | Kristianstad, Skåne, Sverige  |
| 14 | Kanada         | Derek Meech          | B   | L   | 40    | 2015   | Winnipeg, Manitoba, Kanada    |
| 16 | Sverige        | Magnus Häggström (A) | F   | R   | 38    | 2012   | Örnsköldsvik, Sverige         |
| 17 | USA            | Adam Burish          | F   | R   | 41    | 2015   | Madison, Wisconsin, USA       |
| 20 | Sverige        | Henrik Hetta (C)     | F   | L   | 35    | 2012   | Strömsund, Sverige            |
| 22 | Sverige        | Jeremias Augustin    | B   | L   | 39    | 2014   | Växjö, Sverige                |
| 23 | Sverige        | Christoffer Forsberg | F   | L   | 30    | 2015   | Östersund, Sverige            |
| 28 | Sverige        | Jens Olsson          | B   | L   | 40    | 2012   | Malmö, Skåne, Sverige         |
| 37 | Sverige        | Jonas Gunnarsson     | M   | L   | 32    | 2014   | Eksjö, Sverige                |
| 39 | Kanada         | Eric Himelfarb       | F   | R   | 42    | 2015   | Thornhill, Ontario, Kanada    |
| 40 | Sverige        | Pontus Sjögren       | M   | L   | 39    | 2011   | Stockholm, Sverige            |
| 55 | Sverige        | Johan Björk          | B   | L   | 40    | 2015   | Malmö, Skåne, Sverige         |
| 57 | Sverige        | Johan Ivarsson       | B   | L   | 29    | 2014   | Höör, Skåne, Sverige          |
| 61 | Sverige        | Nicklas Jadeland     | F   | L   | 38    | 2012   | Malmö, Skåne, Sverige         |
| 63 | SVE            | Fredrik Händemark    | F   | L   | 31    | 2015   | Björbo, Sverige               |
| 69 | Sverige        | Oscar Alsenfelt      | M   | L   | 37    | 2015   | Malmö, Skåne, Sverige         |
| 71 | SVE            | Mathias Tjärnqvist   | F   | L   | 45    | 2016   | Umeå, Sverige                 |
| 72 | United States  | T.J. Galiardi        | F   | L   | 36    | 2015   | Calgary, Alberta, Kanada      |
| 88 | United States  | Peter Mueller        | F   | R   | 36    | 2015   | Bloomington, Minnesota, USA   |
| 90 | Sverige        | Mattias Persson      | F   | L   | 39    | 2012   | Malmön, Sverige               |
| 91 | Sverige        | Björn Svensson       | F   | L   | 38    | 2013   | Ljungby, Sverige              |
| 96 | Sverige        | Kim Rosdahl          | F   | R   | 28    | 2013   | Malmö, Skåne, Sverige         |